# Arleux
Arleux est une commune française située dans le département du Nord, en région Hauts-de-France.

## Géographie

### Localisation
Arleux est située au cœur de la vallée de la Sensée.
Cette commune du département du Nord est limitrophe de celui du Pas-de-Calais et est traversée par la ligne de Saint-Just-en-Chaussée à Douai.

### Communes limitrophes
| Estrées                 | Cantin                                                  | Bugnicourt                     |
| Hamel                   | Arleux                                                  | Brunémont                      |
| Palluel (Pas-de-Calais) | Palluel (Pas-de-Calais), Oisy-le-Verger (Pas-de-Calais) | Oisy-le-Verger (Pas-de-Calais) |

### Voies de communication et transports

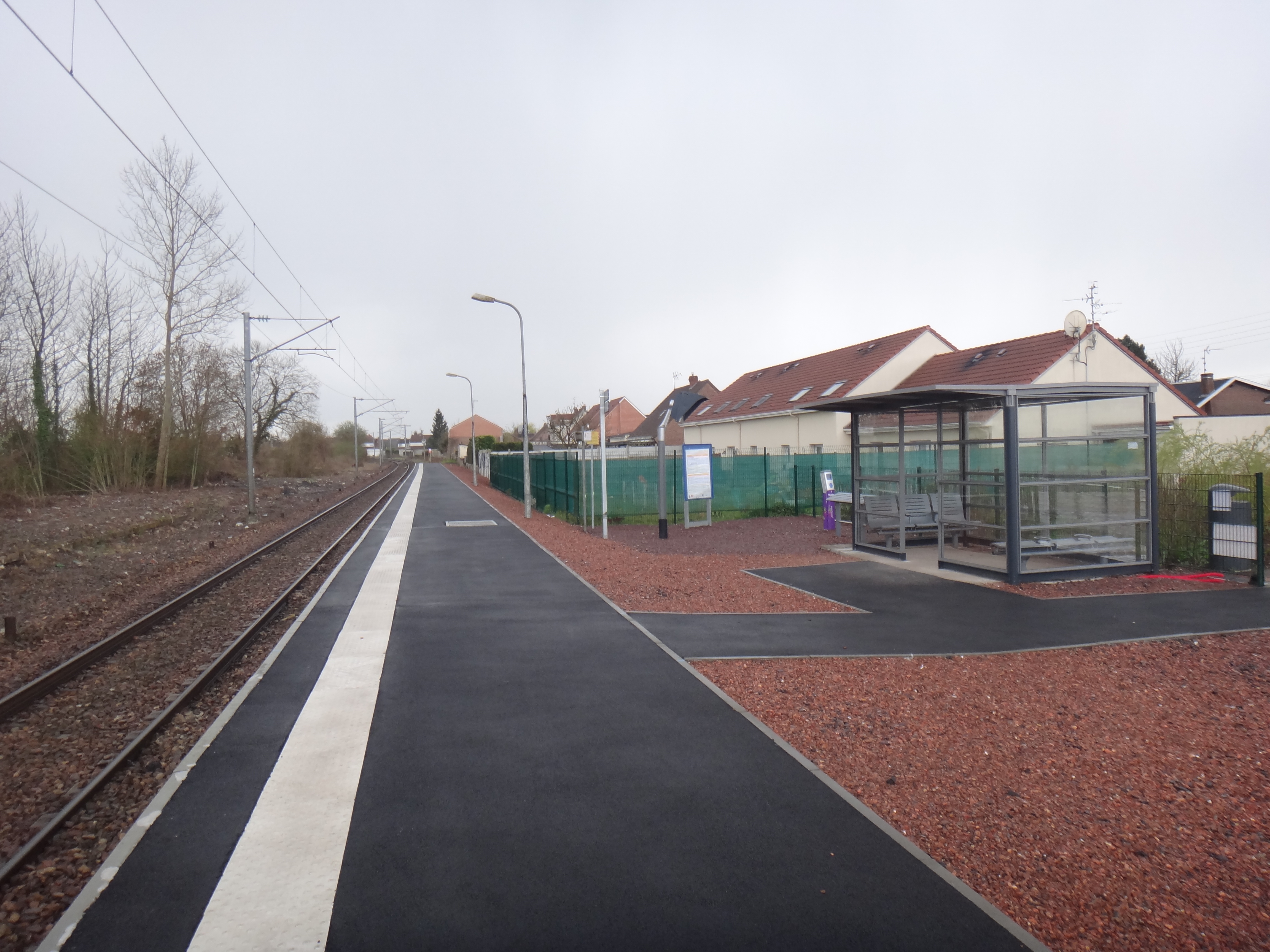
La gare d'Arleux.

Les villages attenants à Arleux sont :
- Bugnicourt par la D 47 ;
- Cantin par la D 47b ;
- Gœulzin par la D 65 ;
- Hamel par la D 47 ;
- Palluel par la D 13 ;
- Estrées par la D 135a.

Une ligne de chemin de fer reliant Douai et Cambrai passe par la commune d'Arleux et s'arrête en gare d'Arleux.
La commune est également desservie par les lignes 19, 20, 21 et 116 du réseau de transport Évéole.

### Hydrographie

#### Réseau hydrographique
La commune est située dans le bassin Artois-Picardie. Elle est drainée par la rivière Sensée, la Sensée, le canal de la Sensée du confluent du canal du Nord au confluent de l'Escaut canalisé, le canal du Nord, le canal de la Sensée, le canal Malderrez, la rivière  la Sensée, le vieux marais et divers autres petits cours d'eau,.
La Sensée, d'une longueur de 20 km, prend sa source dans la commune  et se jette  dans l'Escaut canalisée à Bouchain, après avoir traversé douze communes.
La Sensée, d'une longueur de 27 km, prend sa source dans la commune de Saint-Léger et se jette  dans le canal du Nord sur la commune, après avoir traversé 14 communes.
Le canal de la Sensée permet un lien entre le canal de Saint-Quentin au nord de Cambrai avec la Scarpe canalisée et le canal de la Deûle à Douai.

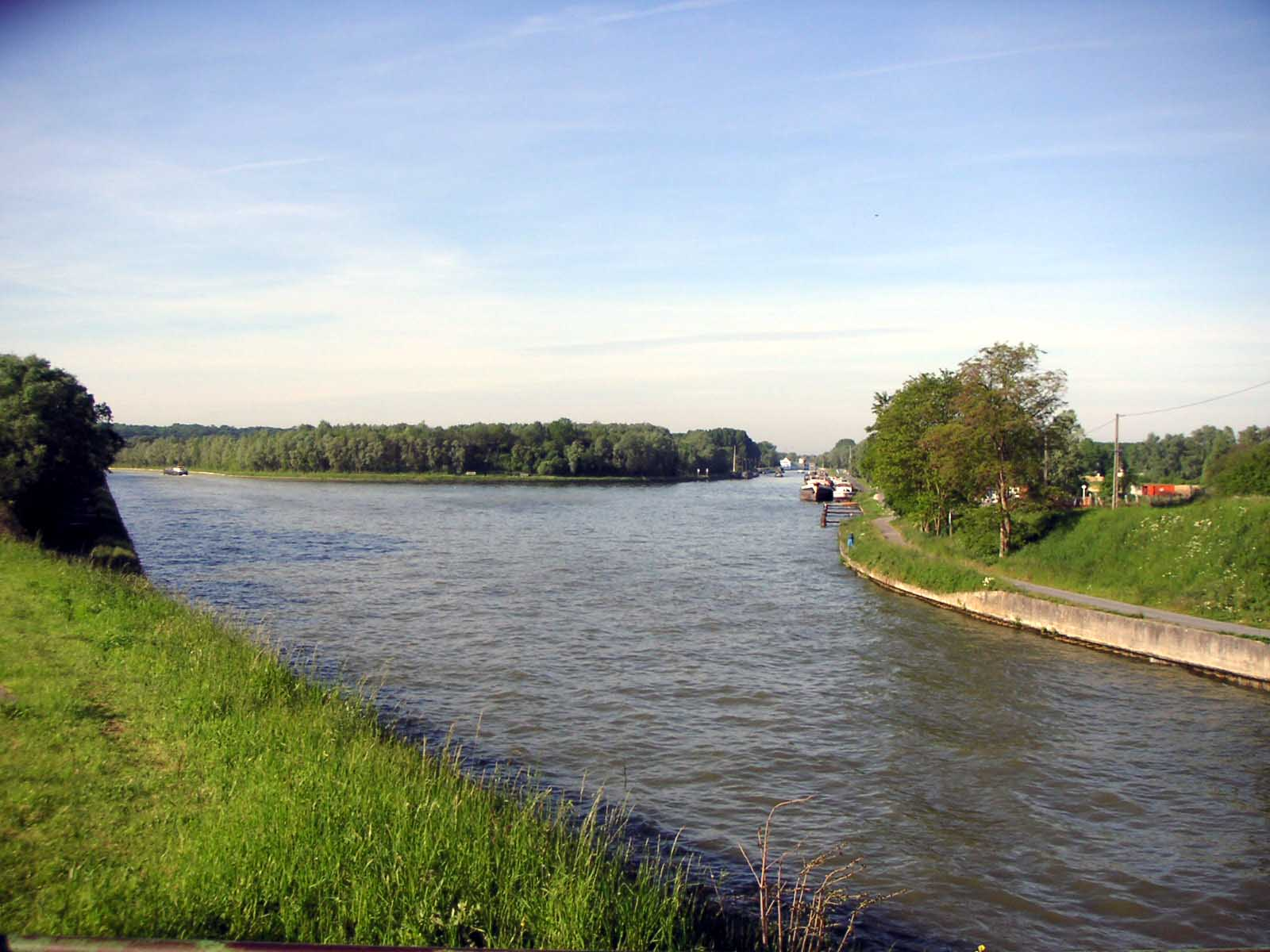
Croisement du canal du Nord et du canal de la Sensée.
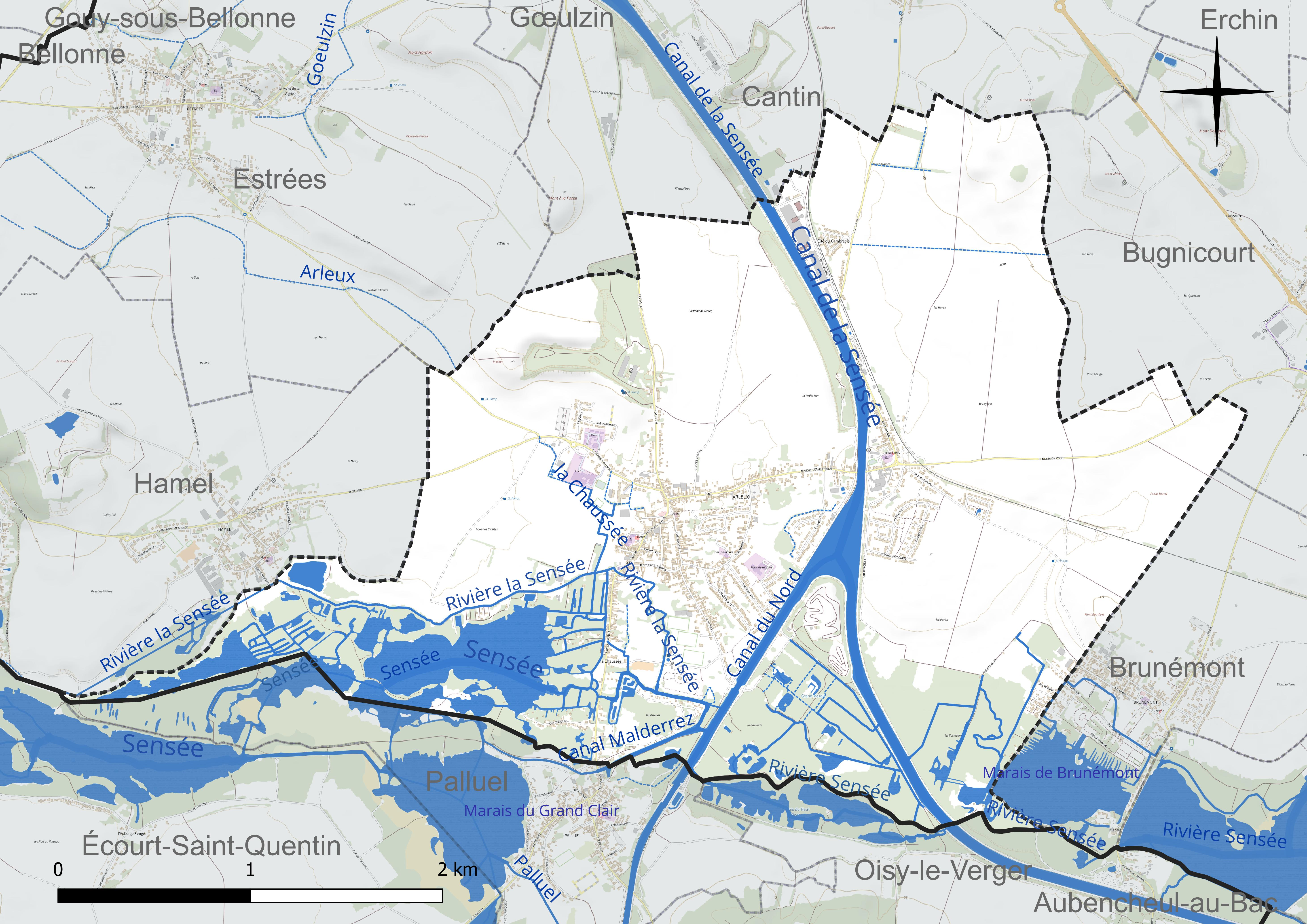
Réseau hydrographique d'Arleux.

Deux plans d'eau complètent le réseau hydrographique : l'étang Fédéral, d'une superficie totale de 35,5 ha (35,3 ha sur la commune) et Vieux Marais, d'une superficie totale de 7,7 ha (2,3 ha sur la commune),.

#### Gestion et qualité des eaux
Le territoire communal est couvert par le schéma d'aménagement et de gestion des eaux (SAGE) « Sensée ». Ce document de planification concerne un territoire de 857 km2 de superficie, délimité par le bassin versant de la Sensée. Le périmètre a été arrêté le 14 janvier 2023 et le SAGE proprement dit a été approuvé le 21 février 2020. La structure porteuse de l'élaboration et de la mise en œuvre est le syndicat mixte Escaut et Affluents (SyMEA).
La qualité des cours d'eau peut être consultée sur un site dédié géré par les agences de l'eau et l'Agence française pour la biodiversité.

### Climat
Pour des articles plus généraux, voir Climat des Hauts-de-France et Climat du Nord.
En 2010, le climat de la commune est de type climat océanique dégradé des plaines du Centre et du Nord, selon une étude du CNRS s'appuyant sur une série de données couvrant la période 1971-2000. En 2020, Météo-France publie une typologie des climats de la France métropolitaine dans laquelle la commune est exposée à un climat océanique et est dans la région climatique Nord-est du bassin Parisien, caractérisée par un ensoleillement médiocre, une pluviométrie moyenne régulièrement répartie au cours de l'année et un hiver froid (3 °C).
Pour la période 1971-2000, la température annuelle moyenne est de 10,5 °C, avec une amplitude thermique annuelle de 14,7 °C. Le cumul annuel moyen de précipitations est de 703 mm, avec 11,6 jours de précipitations en janvier et 9,2 jours en juillet. Pour la période 1991-2020, la température moyenne annuelle observée sur la station météorologique la plus proche, située sur la commune de Douai à 10 km à vol d'oiseau, est de 11,0 °C et le cumul annuel moyen de précipitations est de 729,2 mm,. Pour l'avenir, les paramètres climatiques de la commune estimés pour 2050 selon différents scénarios d'émission de gaz à effet de serre sont consultables sur un site dédié publié par Météo-France en novembre 2022.

## Urbanisme

### Typologie
Au 1er janvier 2024, Arleux est catégorisée bourg rural, selon la nouvelle grille communale de densité à sept niveaux définie par l'Insee en 2022.
Elle appartient à l'unité urbaine d'Arleux, une agglomération inter-départementale regroupant deux  communes, dont elle est ville-centre,,. Par ailleurs la commune fait partie de l'aire d'attraction de Douai, dont elle est une commune de la couronne,. Cette aire, qui regroupe 61 communes, est catégorisée dans les aires de 50 000 à moins de 200 000 habitants,.

### Occupation des sols
L'occupation des sols de la commune, telle qu'elle ressort de la base de données européenne d'occupation biophysique des sols Corine Land Cover (CLC), est marquée par l'importance des territoires agricoles (60,9 % en 2018), en diminution par rapport à 1990 (64,6 %). La répartition détaillée en 2018 est la suivante : 
terres arables (58,4 %), zones humides intérieures (17,4 %), zones urbanisées (16,9 %), eaux continentales (3,1 %), zones agricoles hétérogènes (2,5 %), zones industrielles ou commerciales et réseaux de communication (1,2 %), espaces verts artificialisés, non agricoles (0,6 %). L'évolution de l'occupation des sols de la commune et de ses infrastructures peut être observée sur les différentes représentations cartographiques du territoire : la carte de Cassini (XVIIIe siècle), la carte d'état-major (1820-1866) et les cartes ou photos aériennes de l'IGN pour la période actuelle (1950 à aujourd'hui).

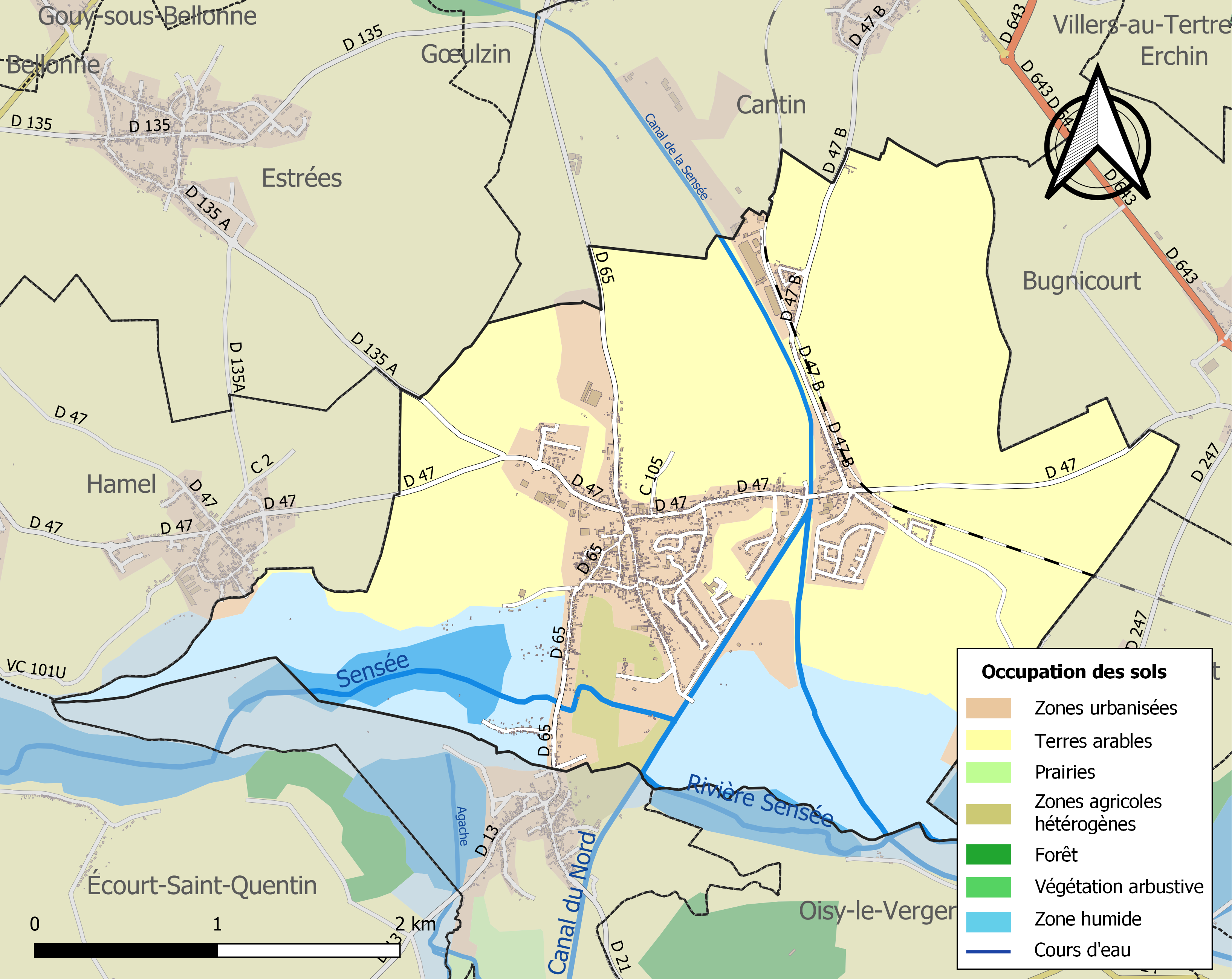
Carte des infrastructures et de l'occupation des sols de la commune en 2018 (CLC).

## Toponymie
La localité était dénommée Alloes, Allues, Alleux, dans des titres des XIIe et XIIIe siècles, en latin, puis Allodium, Arleux-le-Franc au XVIe siècle. Anciennement, « alleu » (« allodium » en latin) signifiait terre franche, terre libre de toute redevance.

## Histoire

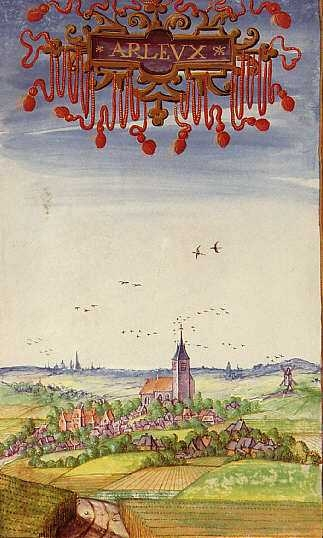
Arleux au XVIe siècle dans l'Album de Croÿ dessiné par Adrien de Montigny.

Arleux semble être occupée dès la préhistoire. Plus tard, les Atrébates et les Nerviens se disputent ce territoire frontalier. La présence romaine est attestée par des monnaies romaines et les vestiges d'une enceinte au Bois des Ermites.
La ville forte d'Arleux, bien que située dans diocèse d'Arras, appartenait à l'évêque de Cambrai.
Au XIe siècle, les sires d'Oisy y obtiennent les droits vicomtiers à tenir en fief de l'évêque. La ville est mentionnée pour la première fois en 1160 sous le nom d'Alloes. Elle appartient alors au comte de Hainaut. En 1216, les habitants bénéficient d'une charte d'affranchissement qui en fait des hommes libres. En 1272, Enguerran, sire de Coucy, Oisy et Montmirail vend Arleux au comte de Flandre, qui donne la seigneurie à l'un de ses fils. Celle-ci est achetée en 1337 par le roi de France Philippe VI de Valois. Le 9 mai 1340, Jean, duc de Normandie, fils aîné du roi de France (qui devint roi sous le nom de Jean II le Bon) rend l'hommage féodal à l'évêque de Cambrai, son suzerain pour la seigneurie vicomtière d'Arleux.
Le traité d'Arras de 1435, fait passer Arleux dans la maison de Bourgogne, mais sauf un droit de retrait, moyennant une somme convenue, que le roi se réserva. Le duc de Bourgogne Philippe le Bon donne Arleux à son fils illégitime Antoine, donation  confirmée en 1468 par le roi Louis XI. Maximilien de Bourgogne, marquis de la Vère, arrière petit-fils d'Antoine, possède cette seigneurie jusqu'à sa mort, arrivée en 1558, et la laisse à sa sœur Jacqueline, épouse de Jean, sire de Cruninghem. Néanmoins, durant tout ce temps, les rois de France ne cessèrent de critiquer la donation faite par Louis XI, et de prétendre avoir pu valablement exercer le droit de retrait.
Arleux comprenait un château fort dénommé Le Forestel, dont les origines datent du XIIe siècle, et qui était situé à gauche de la chaussée d'Arleux à Paluel ; plusieurs branches de la Sensée et des marais impraticables en faisaient un poste de guerre important.
Le 9 novembre 1357, le roi Charles II de Navarre dit « le Mauvais », qui avait été arrêté à Rouen par le roi de France Jean II le Bon, et y était emprisonné, s'en évada le 9 novembre 1357 avec l'aide des partisans picards et navarrais qui escaladèrent les murailles,.
Le Forestel a été incendié par les Français de la garnison de Cambrai en 1583, et a été relevé et fortifié en 1645 par les Français.
Au XVIIe siècle, Philippe de Berghes, de la maison de Berghes-Saint-Winock, est vicomte d'Arleux. Il a pour épouse Marie-Madeleine de Wignacourt, prise pour femme par contrat passé à Douai le 28 août 1731. Du mariage nait à Arleux le 4 décembre 1697 une fille Marie-Anne-Antoinette-Eugénie de Berghes-Saint-Winock. Chanoinesse de l'abbaye de Denain, où seize quartiers de noblesse sont nécessaires pour entrer, elle va se marier avec Jean-Joseph-Louis de Waziers-Wavrin (Maison de Wavrin), seigneur de Rebreuviette et de Montigny-sur-Rocq.
Durant la guerre de Succession d'Espagne la place est prise par les Hautes Puissances alliées, le 6 juillet 1711, et est reprise le 23 du même mois par le maréchal de France de Montesquiou, malgré la belle défense qu'y firent les six cents hommes de garnison. Enfin le maréchal de Villars fit sauter cette forteresse qui, en moins de deux mois, avait donné lieu à quatre combats sanglants.

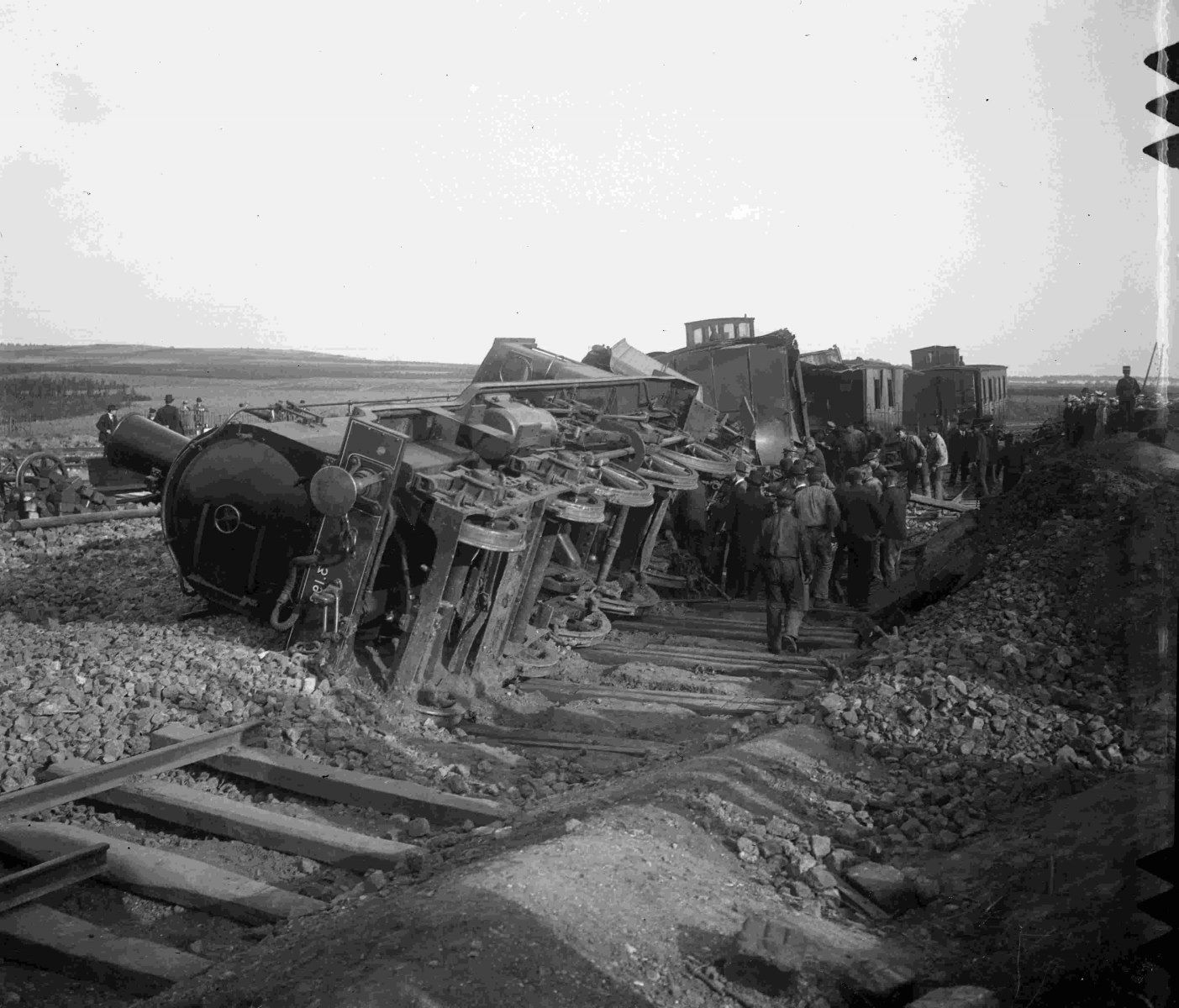
Catastrophe de chemin de fer Dimanche 27 septembre 1902

La ville était fortifiée par des  murailles et des tours en grès, qui ont été détruites au XVIIe siècle.
Le 27 septembre 1902, le déraillement d'un train en gare d'Arleux fait 24 morts et 60 blessés,.
Première Guerre mondiale
Le village est considéré comme détruit à la fin de la guerre et a  été décoré de la Croix de guerre 1914-1918, le 16 septembre 1920.

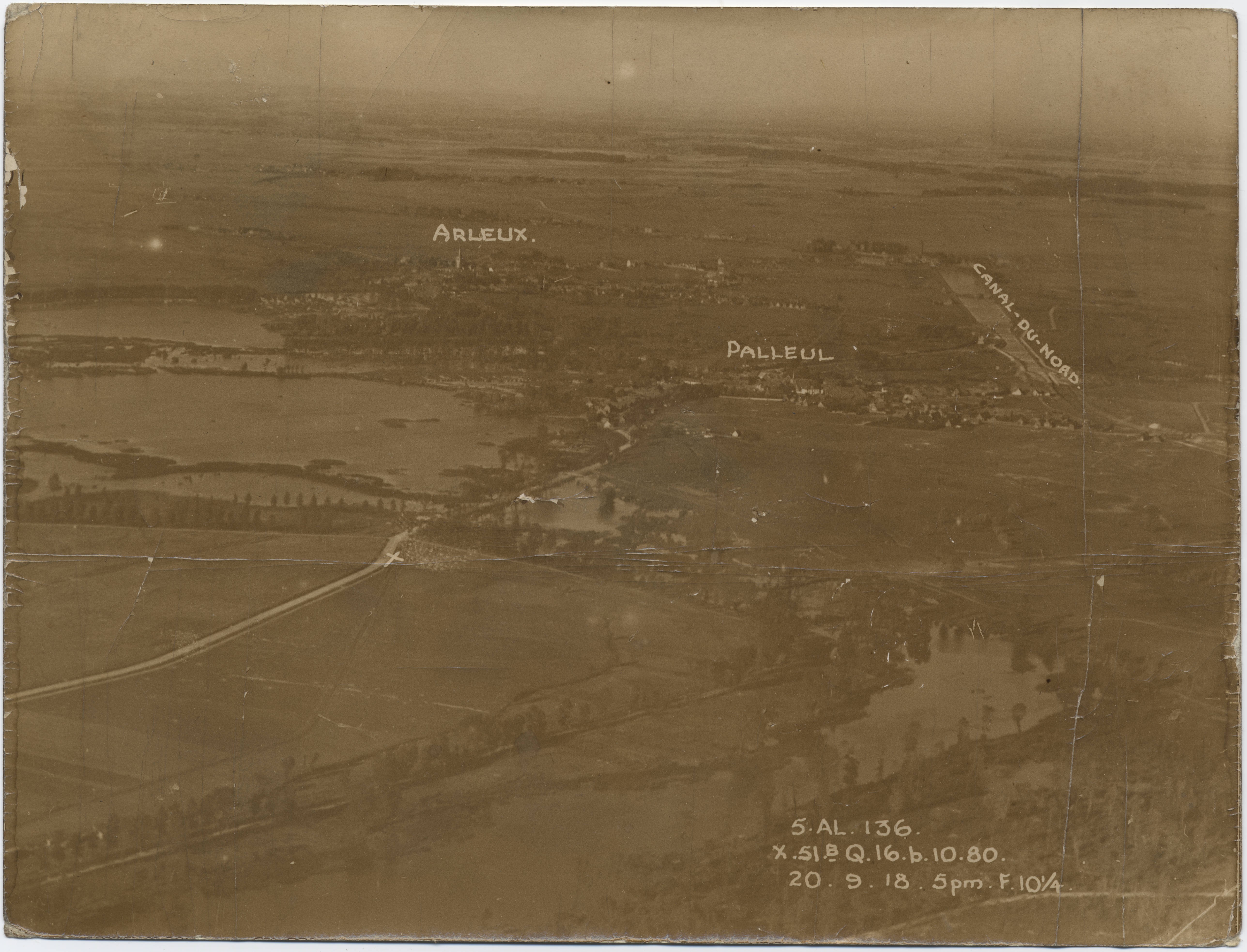
Photographie aérienne d'Arleux en septembre 1918.

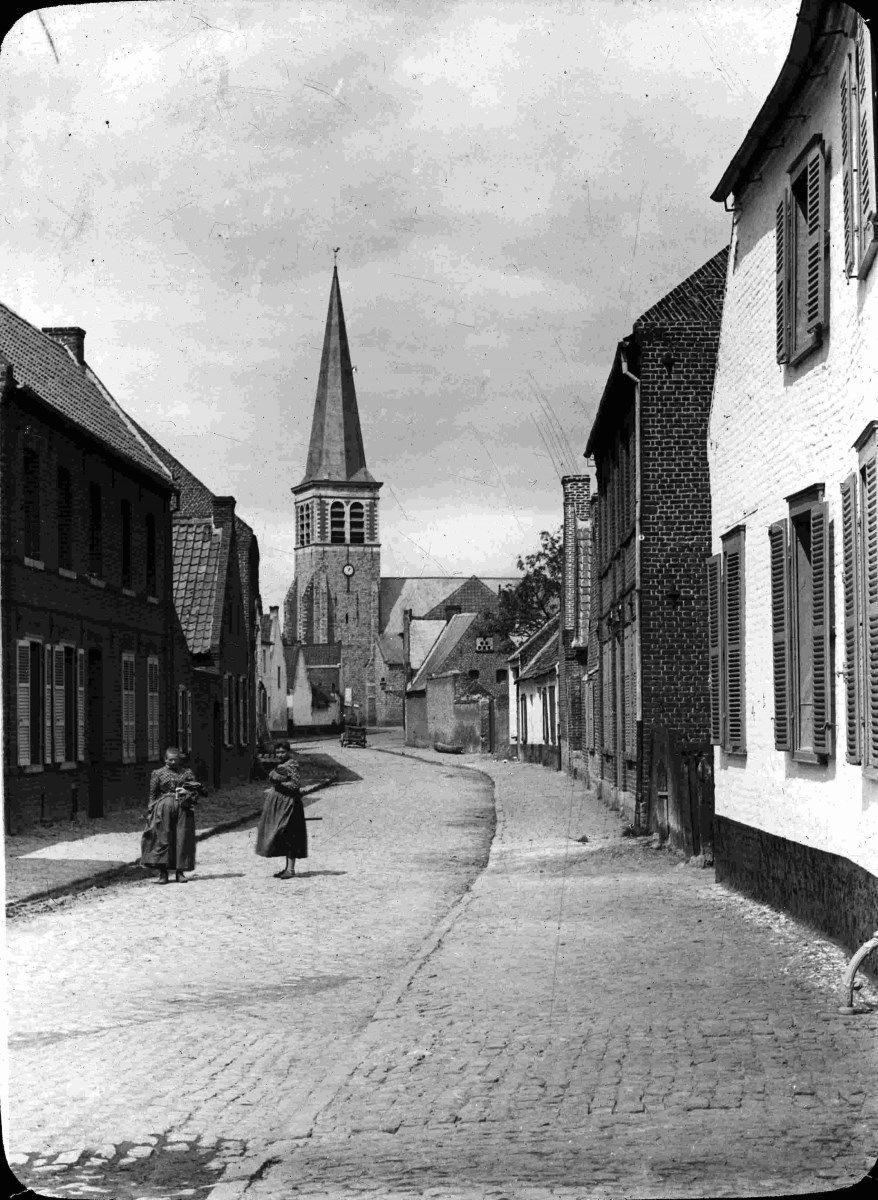
Arleux : Rue principale et Eglise à Arleux (Nord) avant 1914
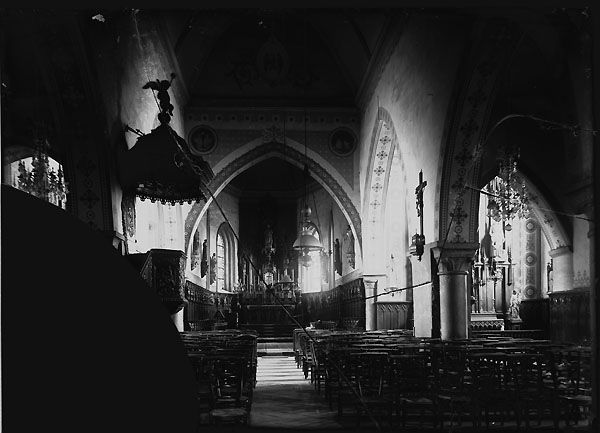
Intérieur de l'église Saint Nicolas d'Arleux en 1912
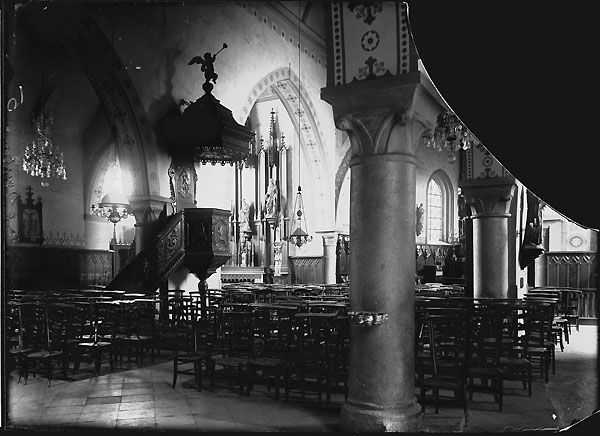
Intérieur de l'église Saint Nicolas d'Arleux en 1912
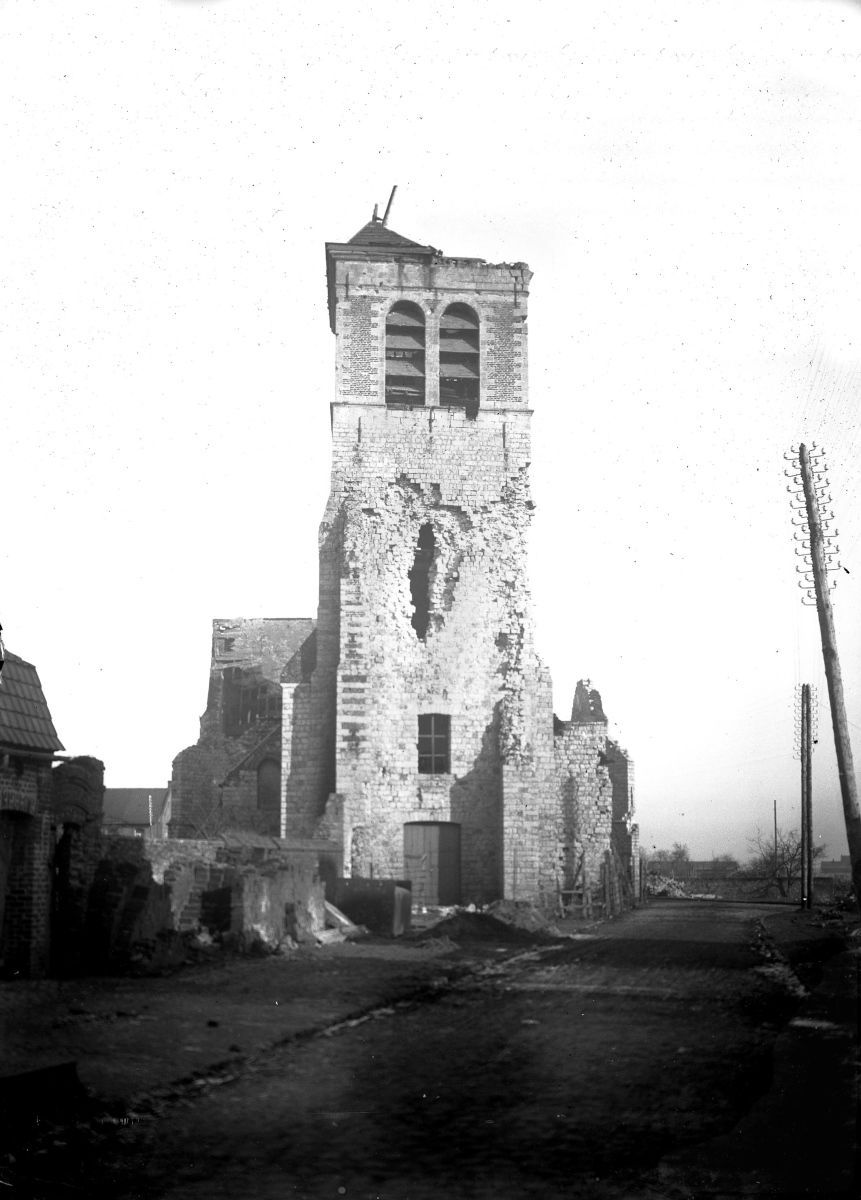
Clocher de l'église Saint Nicolas d'Arleux en 1919
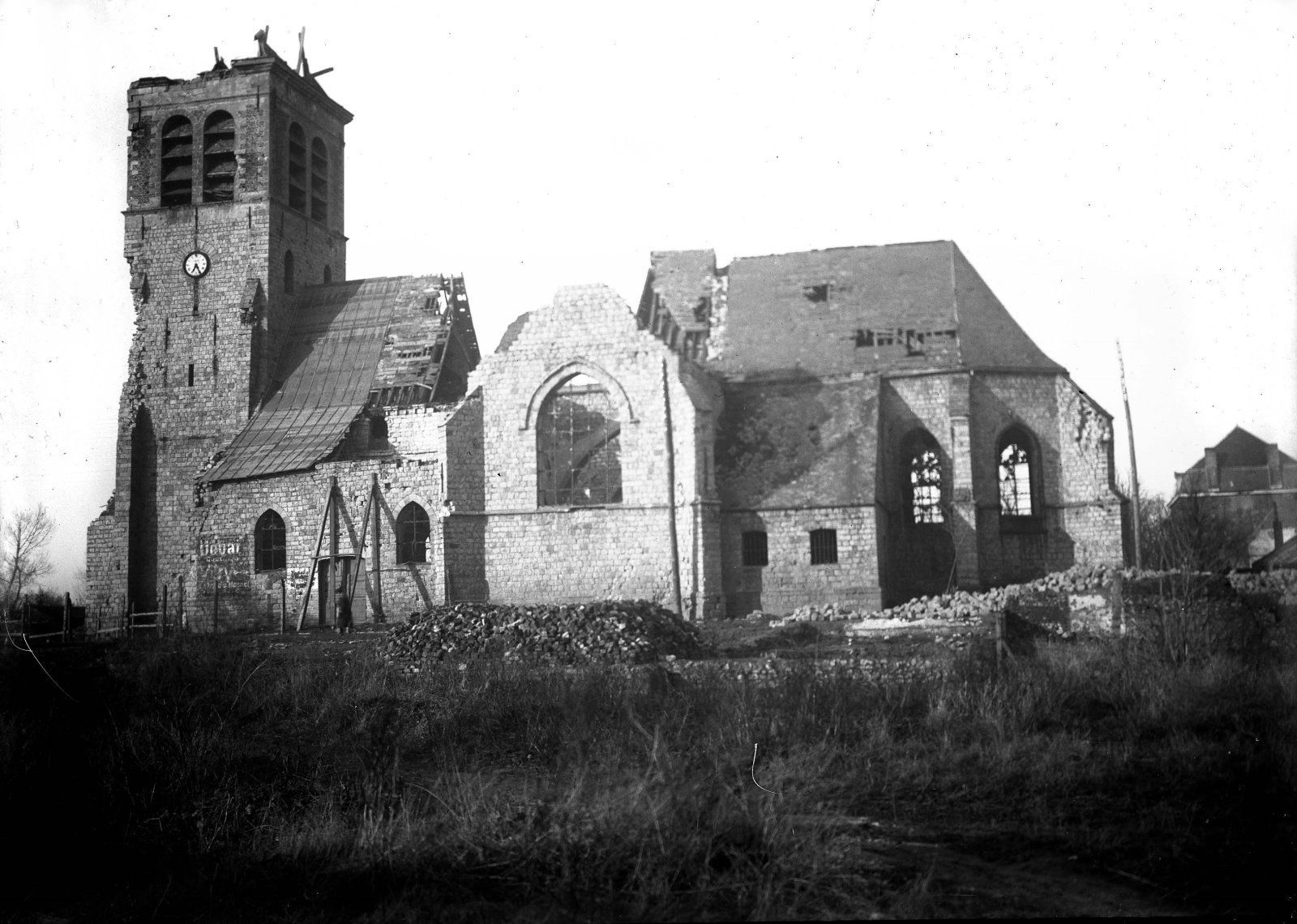
Eglise Saint Nicolas d'Arleux après la Grande Guerre
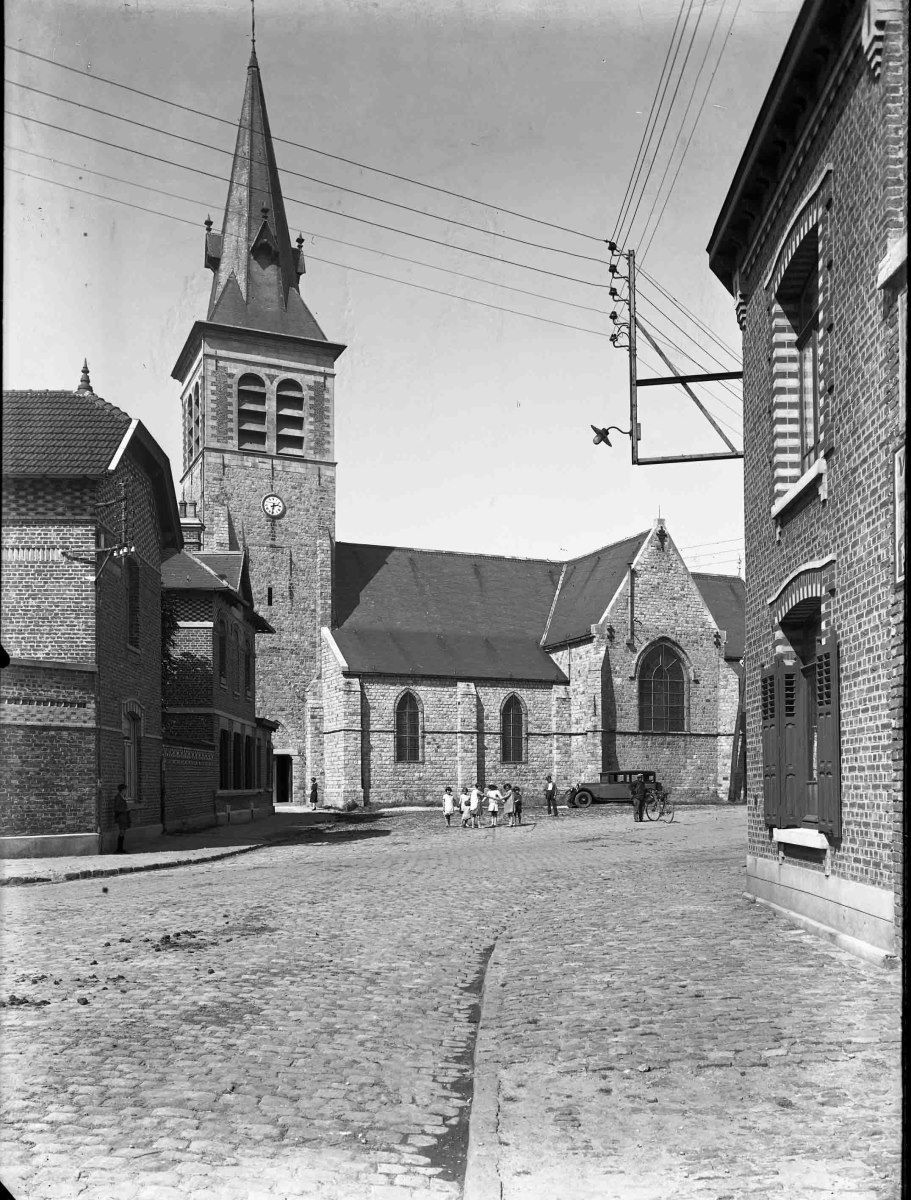
Eglise Saint Nicolas d'Arleux dans les années 1920
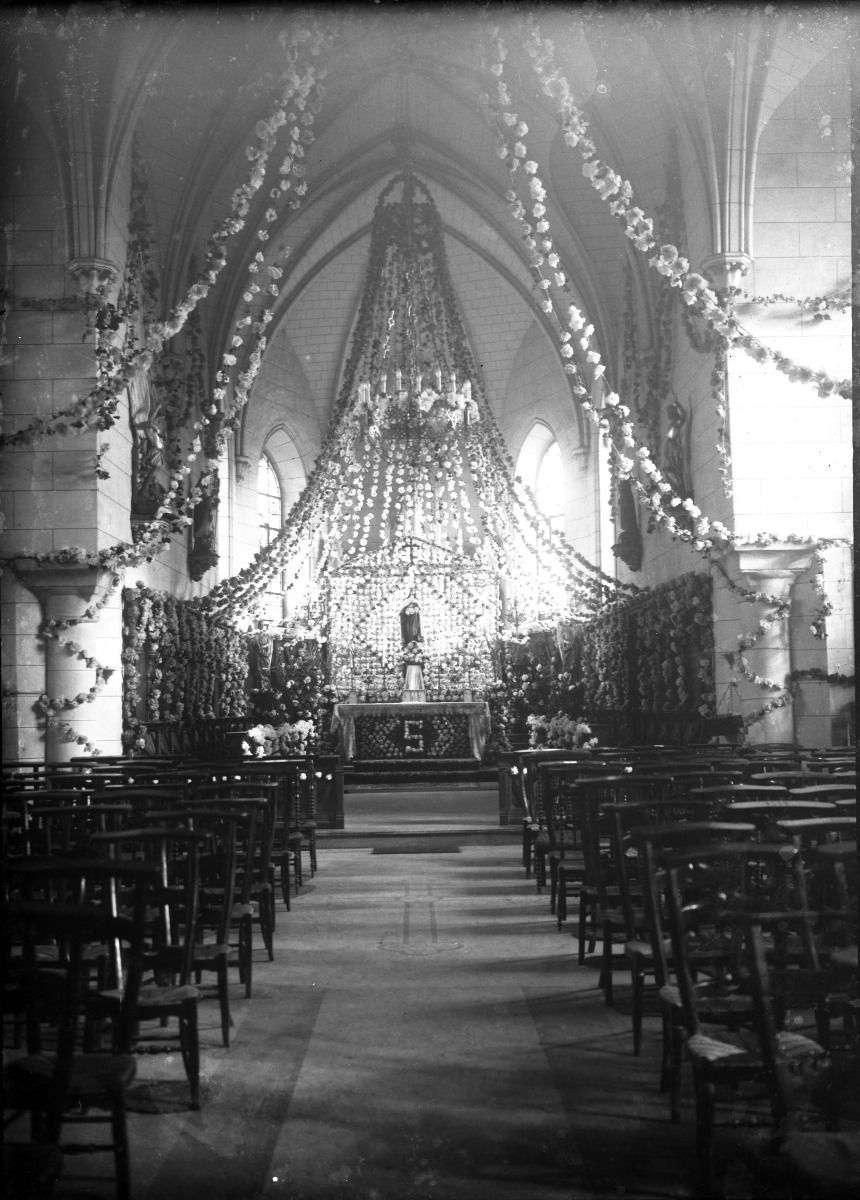
Intérieur Eglise d'Arleux après reconstruction

## Politique et administration

### Tendances politiques et résultats

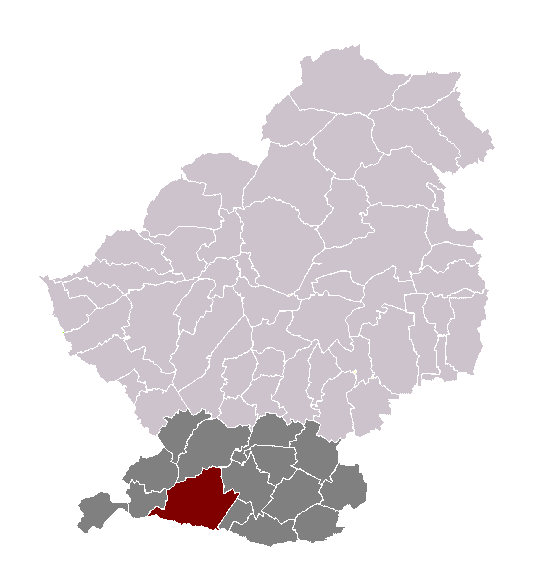
Arleux dans son ancien canton et son arrondissement.

Le fils d'Auguste Bar, qui porte le même prénom, a été maire d'Aire-sur-la-Lys en 1945 et conseiller général du canton d'Aire-sur-la-Lys de 1931 à 1940. Tous deux sont inhumés au cimetière d'Orchies.
La commune a pour maires au début du XXe siècle Victor Drocourt, par ailleurs conseiller d'arrondissement pour le canton d'Arleux de 1904 à 1919, et Georges Lefebvre, qui occupe cette même fonction de 1919 à 1940.
Émile Beauchamp devient maire à la suite des élections municipales de mars 1971, puis conseiller général du canton d'Arleux à la suite des élections cantonales de septembre 1973. Il meurt en cours de mandat le 7 décembre 1994.
Il est remplacé en 1995 jusqu'aux nouvelles élections de juin par Ferdinand Binet, qui était également son suppléant aux cantonales. Il meurt peu de temps après, le 12 octobre 1996.
Patrick Masclet, professeur, devient maire à la suite des élections municipales de juin 1995. Il est vice-président de la Communauté d'agglomération du Douaisis jusqu'en 2014, conseiller régional du Nord-Pas-de-Calais de 1998 à 2015 puis sénateur du Nord de 2015 à 2017. Il démissionne de son mandat de maire en février 2017, et meurt peu de temps après, le 4 juin 2017,.
Il est remplacé par Bruno Vandeville, enseignant en mathématiques et vice-président de la communauté d'agglomération du Douaisis depuis 2014, qui est élu maire le 9 mars 2017 avec treize voix pour et huit votes blancs,.
Lors du premier tour des élections municipales le 15 mars 2020, vingt-trois sièges sont à pourvoir ; on dénombre 2 423 inscrits, dont 1 465 votants (60,46 %), 16 votes blancs (1,09 %) et 1 425 suffrages exprimés (97,27 %). La liste Arleux passion commune menée par le conseiller régional Frédéric Nihous recueille 346 voix (24,28 %) contre 660 (46,32) pour la liste Poursuivre ensemble du maire sortant Bruno Vandeville et 419 (29,40 %) pour la liste L'avenir d'Arleux ensemble de Gilles Coquelle. Aucun siège n'est pourvu à l'issue du premier tour,. Bruno Vandeville est élu maire pour un second mandat le 3 juillet 2020.

### Liste des maires

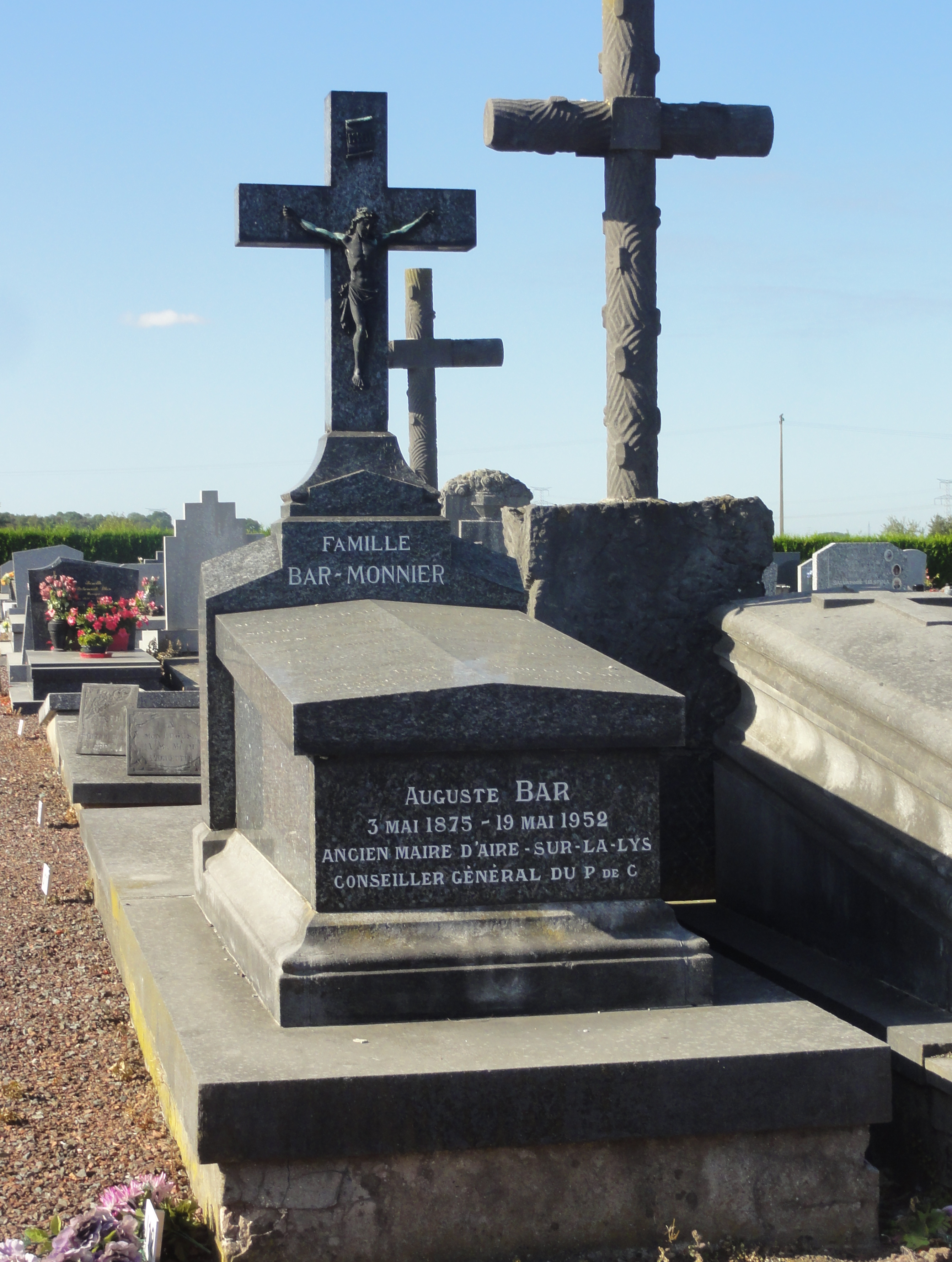
Tombe d'Auguste Bar au cimetière d'Orchies. Son fils portant le même nom, maire d'Aire-sur-la-Lys et conseiller général du canton du même nom, repose également dans cette tombe.

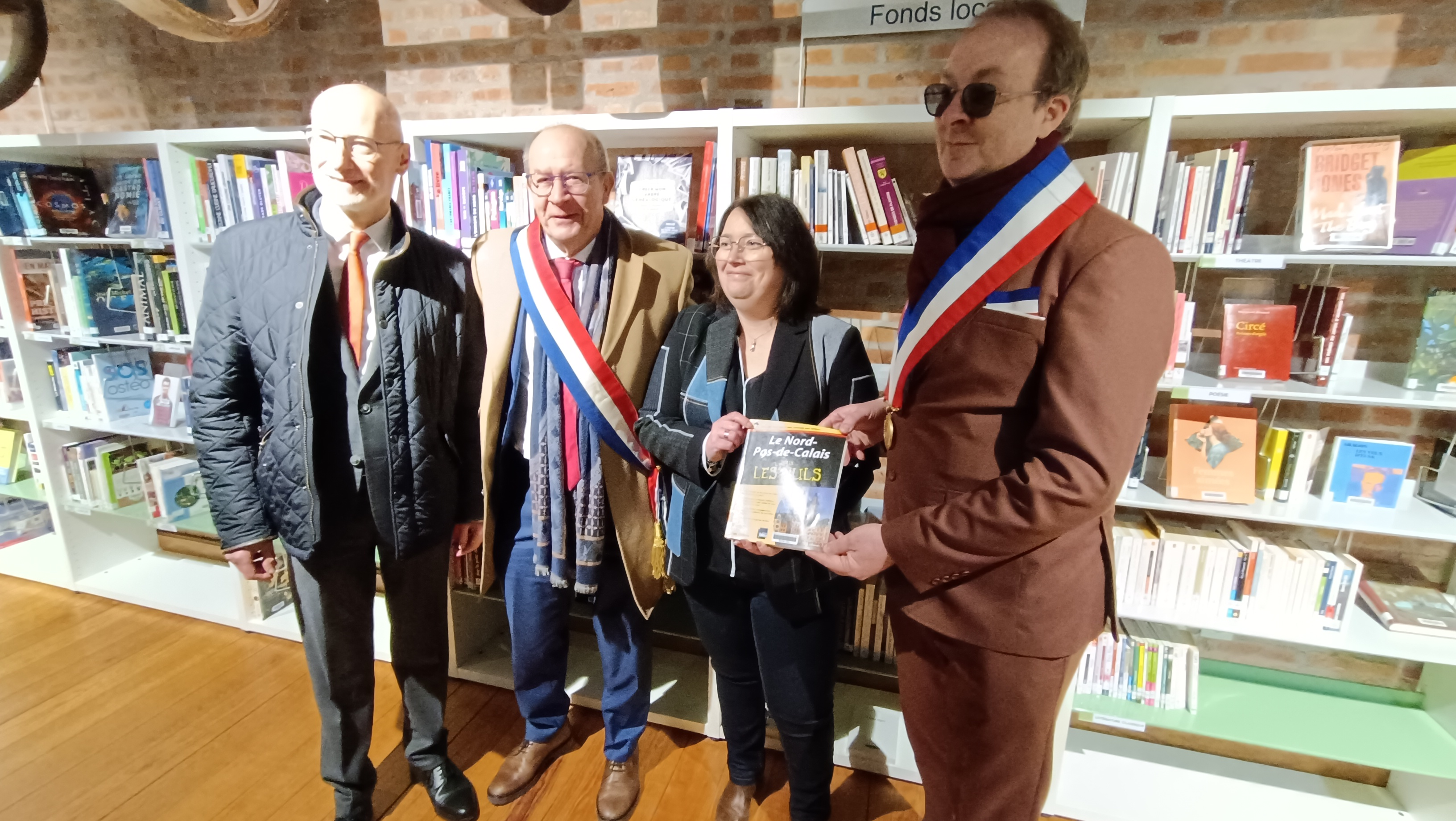
Caroline Sanchez, maire de Lambres-lez-Douai, entourée de Bruno Vandeville, maire d'Arleux, du Sénateur Dany Wattebled et du sous -préfet de Douai Pierre Azzopardi lors de l'inauguration du centre culturel Patrick Masclet à Arleux le 1er mars 2025

| Identité                                                 | Période     | Période                                   | Durée                     | Étiquette                                                                           |
| Identité                                                 | Début       | Fin                                       | Durée                     | Étiquette                                                                           |
| -------------------------------------------------------- | ----------- | ----------------------------------------- | ------------------------- | ----------------------------------------------------------------------------------- |
| Jean-Philippe Pecqueur (d)                               | 1792        | 1794                                      | 2 ans                     |                                                                                     |
| Martin Delval (d)                                        | 1794        | 1802                                      | 8 ans                     |                                                                                     |
| Pierre-Joseph Merlin (d)                                 | 1802        | 1804                                      | 2 ans                     |                                                                                     |
| Jean-Pierre Baurain (d)                                  | 1804        | 1805                                      | 1 an                      |                                                                                     |
| Charles Merlin (d)                                       | 1805        | 1815                                      | 10 ans                    |                                                                                     |
| François Hypolite Caron (d)                              | 1815        | 1817                                      | 2 ans                     |                                                                                     |
| François-Joseph Demain (d)                               | 1817        | 1823                                      | 6 ans                     |                                                                                     |
| Joseph Constantin Le Glay (d)                            | 1823        | 1848                                      | 25 ans                    |                                                                                     |
| Pierre-Joseph Guislain Cany (d)                          | 1848        | 1870                                      | 22 ans                    |                                                                                     |
| Charles Edmond Joseph Lepeuple (d)                       | 1870        | 1874                                      | 4 ans                     |                                                                                     |
| Eugène Royer (d)                                         | 1874        | 1880                                      | 6 ans                     |                                                                                     |
| Auguste Bar (d) (années 1840 - 31 mars 1911)             | 1880        | 1883                                      | 3 ans                     |                                                                                     |
| Victor Drocourt (d)                                      | 1883        | 1896                                      | 13 ans                    | Parti radical                                                                       |
| Édouard Dransart (d)                                     | 1896        | août 1904                                 | 8 ans                     |                                                                                     |
| Charles Campion (d)                                      | 1904        | 1905                                      | 1 an                      |                                                                                     |
| Édouard Dransart (d)                                     | 1905        | 1908                                      | 3 ans                     |                                                                                     |
| Alfred Labalette (d)                                     | 1908        | 1919                                      | 11 ans                    |                                                                                     |
| Georges Lefebvre (d)                                     | 1919        | 1939                                      | 20 ans                    | Fédération républicaine                                                             |
| Gustave Herbo (d)                                        | 1939        | 1944                                      | 5 ans                     |                                                                                     |
| François Noël (d)                                        | 1945        | 1947                                      | 2 ans                     |                                                                                     |
| Albert Lefranc (d)                                       | 1947        | 1953                                      | 6 ans                     |                                                                                     |
| François Noël (d)                                        | 1953        | 1959                                      | 6 ans                     |                                                                                     |
| Gaston Herbo (d)                                         | 1959        | 1971                                      | 12 ans                    |                                                                                     |
| Émile Beauchamp (d) (22 octobre 1923 - 7 décembre 1994)  | mars 1971   | 7 décembre 1994 (mort en cours de mandat) | 23 ans et 9 mois          | Parti communiste français                                                           |
| Ferdinand Binet (d) (30 novembre 1928 - 12 octobre 1996) | mars 1995   | juin 1995                                 | 3 mois                    | Parti communiste français                                                           |
| Patrick Masclet (31 mai 1952 - 4 juin 2017)              | juin 1995   | février 2017 (démission)                  | 21 ans et 8 mois          | Rassemblement pour la République Union pour un mouvement populaire Les Républicains |
| Bruno Vandeville (d), (né le 3 septembre 1974)           | 9 mars 2017 | En cours                                  | 8 ans, 4 mois et 12 jours | Mouvement démocrate Union des démocrates et indépendants divers droite              |

### Démocratie participative
La commune s'est dotée d'un  conseil municipal d'enfants en 2013. Les élèves des deux écoles primaires désignent ainsi leurs représentants, pour deux ans, parmi les candidats de CE2 et CM1. La dernière élection a eu lieu en décembre 2017, la prochaine aura lieu en 2019.

### Politique environnementale

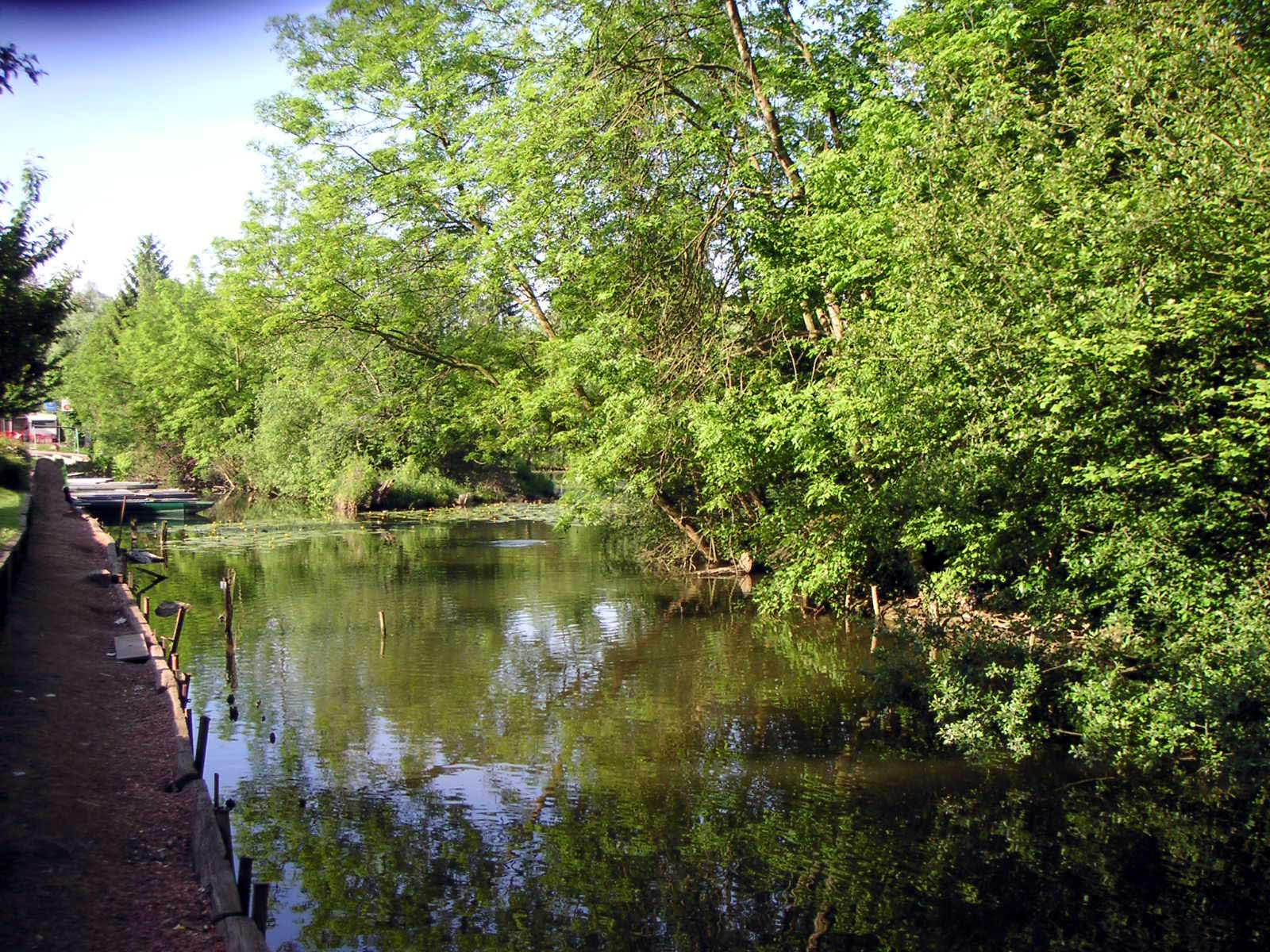
Plans d'eau et étangs d'Arleux

## Population et société

### Démographie

#### Évolution démographique
L'évolution du nombre d'habitants est connue à travers les recensements de la population effectués dans la commune depuis 1793. Pour les communes de moins de 10 000 habitants, une enquête de recensement portant sur toute la population est réalisée tous les cinq ans, les populations de référence des années intermédiaires étant quant à elles estimées par interpolation ou extrapolation. Pour la commune, le premier recensement exhaustif entrant dans le cadre du nouveau dispositif a été réalisé en 2005.

En 2022, la commune comptait 3 148 habitants, en évolution de +0,58 % par rapport à 2016 (Nord : +0,51 %, France hors Mayotte : +2,11 %).
| 1793  | 1800  | 1806  | 1821  | 1831  | 1836  | 1841  | 1846  | 1851  |
| ----- | ----- | ----- | ----- | ----- | ----- | ----- | ----- | ----- |
| 1 535 | 1 460 | 1 636 | 1 839 | 1 744 | 1 755 | 1 721 | 1 685 | 1 557 |

| 1856  | 1861  | 1866  | 1872  | 1876  | 1881  | 1886  | 1891  | 1896  |
| ----- | ----- | ----- | ----- | ----- | ----- | ----- | ----- | ----- |
| 1 528 | 1 660 | 1 640 | 1 675 | 1 688 | 1 723 | 1 686 | 1 682 | 1 723 |

| 1901  | 1906  | 1911  | 1921  | 1926  | 1931  | 1936  | 1946  | 1954  |
| ----- | ----- | ----- | ----- | ----- | ----- | ----- | ----- | ----- |
| 1 639 | 1 580 | 1 738 | 1 264 | 1 622 | 1 724 | 1 657 | 1 789 | 1 800 |

| 1962  | 1968  | 1975  | 1982  | 1990  | 1999  | 2005  | 2006  | 2010  |
| ----- | ----- | ----- | ----- | ----- | ----- | ----- | ----- | ----- |
| 1 961 | 2 214 | 2 225 | 2 605 | 2 656 | 2 567 | 2 452 | 2 467 | 2 935 |

| 2015  | 2020  | 2022  | - | - | - | - | - | - |
| ----- | ----- | ----- | - | - | - | - | - | - |
| 3 031 | 3 160 | 3 148 | - | - | - | - | - | - |

#### Pyramide des âges
La population de la commune est relativement jeune.
En 2018, le taux de personnes d'un âge inférieur à 30 ans s'élève à 33,6 %, soit en dessous de la moyenne départementale (39,5 %). À l'inverse, le taux de personnes d'âge supérieur à 60 ans est de 26,2 % la même année, alors qu'il est de 22,5 % au niveau départemental.
En 2018, la commune comptait 1 498 hommes pour 1 701 femmes, soit un taux de 53,17 % de femmes, légèrement supérieur au taux départemental (51,77 %).
Les pyramides des âges de la commune et du département s'établissent comme suit.
| Hommes | Classe d’âge | Femmes |
| ------ | ------------ | ------ |
| 0,5    | 90 ou +      | 2,1    |
| 5,3    | 75-89 ans    | 9,6    |
| 18,0   | 60-74 ans    | 16,7   |
| 20,6   | 45-59 ans    | 19,7   |
| 21,2   | 30-44 ans    | 19,0   |
| 16,0   | 15-29 ans    | 15,8   |
| 18,4   | 0-14 ans     | 17,2   |

| Hommes | Classe d’âge | Femmes |
| ------ | ------------ | ------ |
| 0,5    | 90 ou +      | 1,4    |
| 5,3    | 75-89 ans    | 8,1    |
| 14,8   | 60-74 ans    | 16,2   |
| 19,1   | 45-59 ans    | 18,4   |
| 19,5   | 30-44 ans    | 18,7   |
| 20,7   | 15-29 ans    | 19,1   |
| 20,2   | 0-14 ans     | 18     |

### Culture

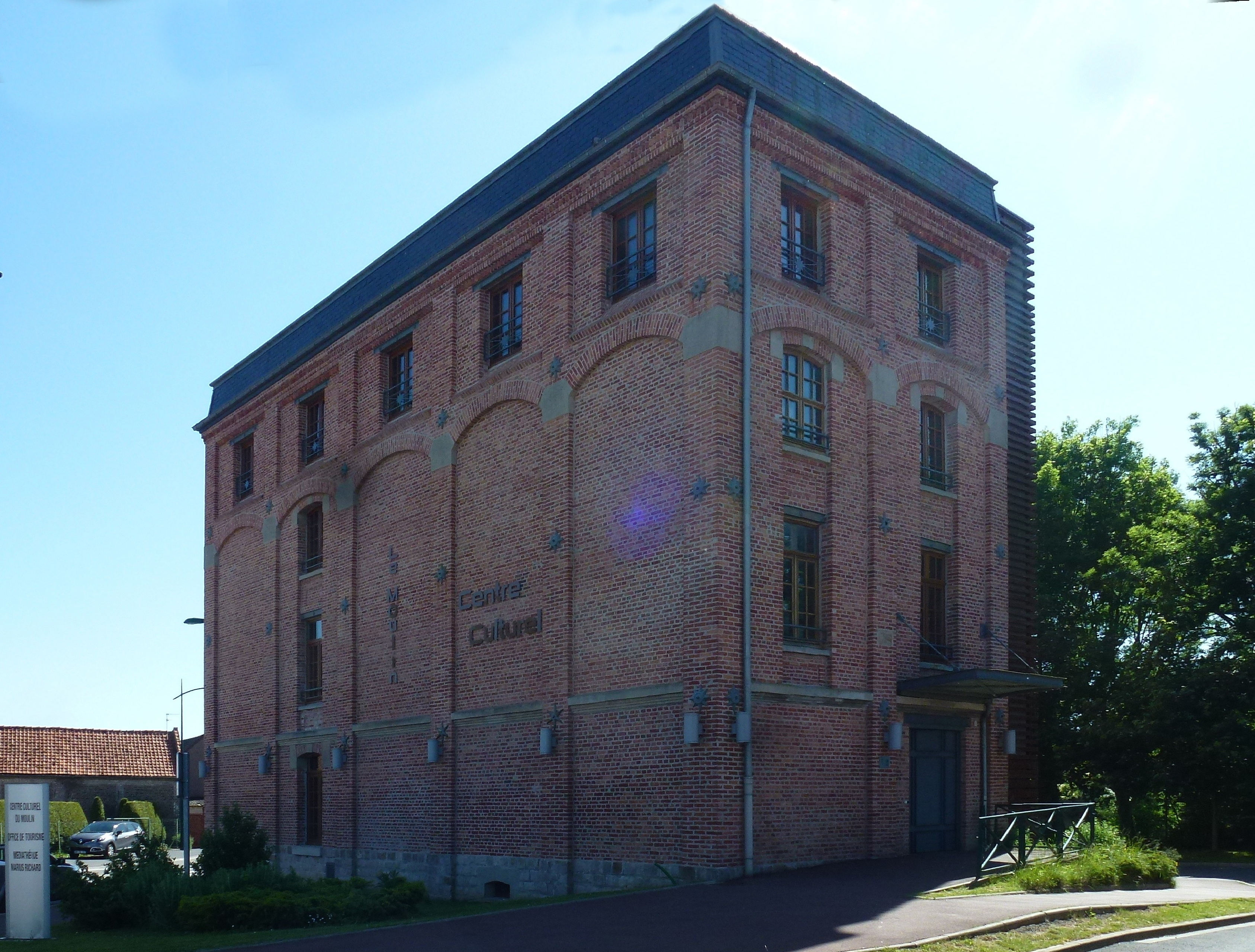
Le centre culturel du Moulin.

### Manifestations culturelles et festivités
La Foire à l'Ail Fumé a lieu le premier week-end de septembre depuis 1962 et accueille près de 60 000 visiteurs. La prochaine est prévue les 5 et 6 septembre 2020.

## Économie

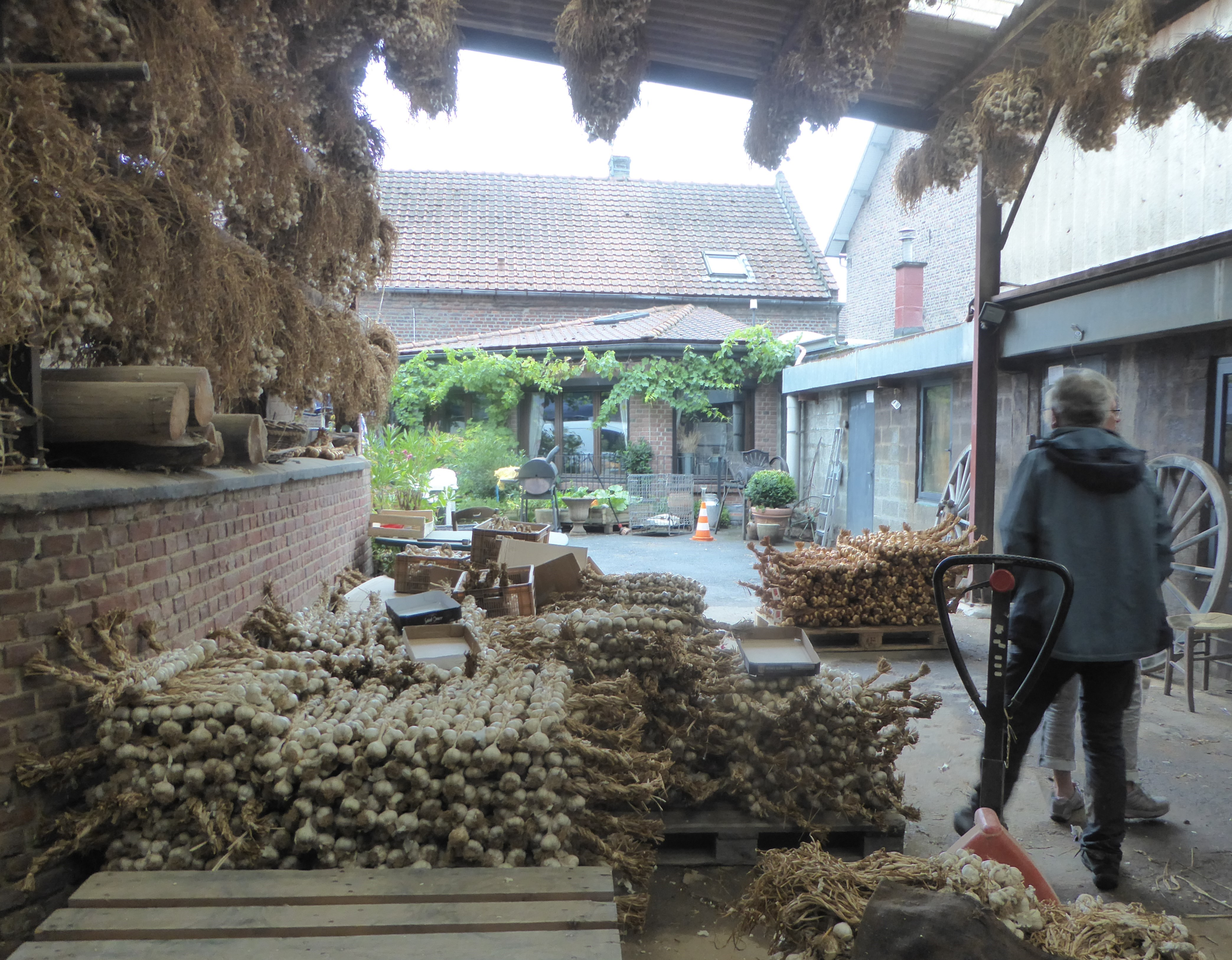
Ail fumé d'Arleux IGP.

Arleux a fait de la culture de l'ail, et le fumage de l'ail, des spécialités. Cet ail fumé est produit sous IGP.

## Culture locale et patrimoine

### Lieux et monuments
- Église Saint-Nicolas, église romane du XIIe siècle, partiellement détruit pendant la guerre en 1917et reconstruit en 1920. Son buffet d'orgue date de 1753 et est classé monument historique[51].
- En 1870 la Verrerie Delchambre est recensée au pont de la Redoute reprise en 1907 par les Verreries d'Arleux et de Rambouillet dont le siège social était 69 Rue Malesherbes à Paris. En 1925 un générateur d'acétylène est installée. Sur le même site au 670 Rue André Joseph Leglay la Verrerie Vve Guyot et Cie est en activité entre 1883 et 1906[52]
- Le monument aux morts d'Arleux commémore les soldats et victimes de 6 guerres: 1870, 1895 (Madagascar), 1914-18, 1939-45, Algérie et Indochine. Le monument, une stèle aux poilus combattants et décorés d'une Croix de Guerre, du sculpteur Laoust, porte également une plaquette commémorant 50 ans de libération[53].

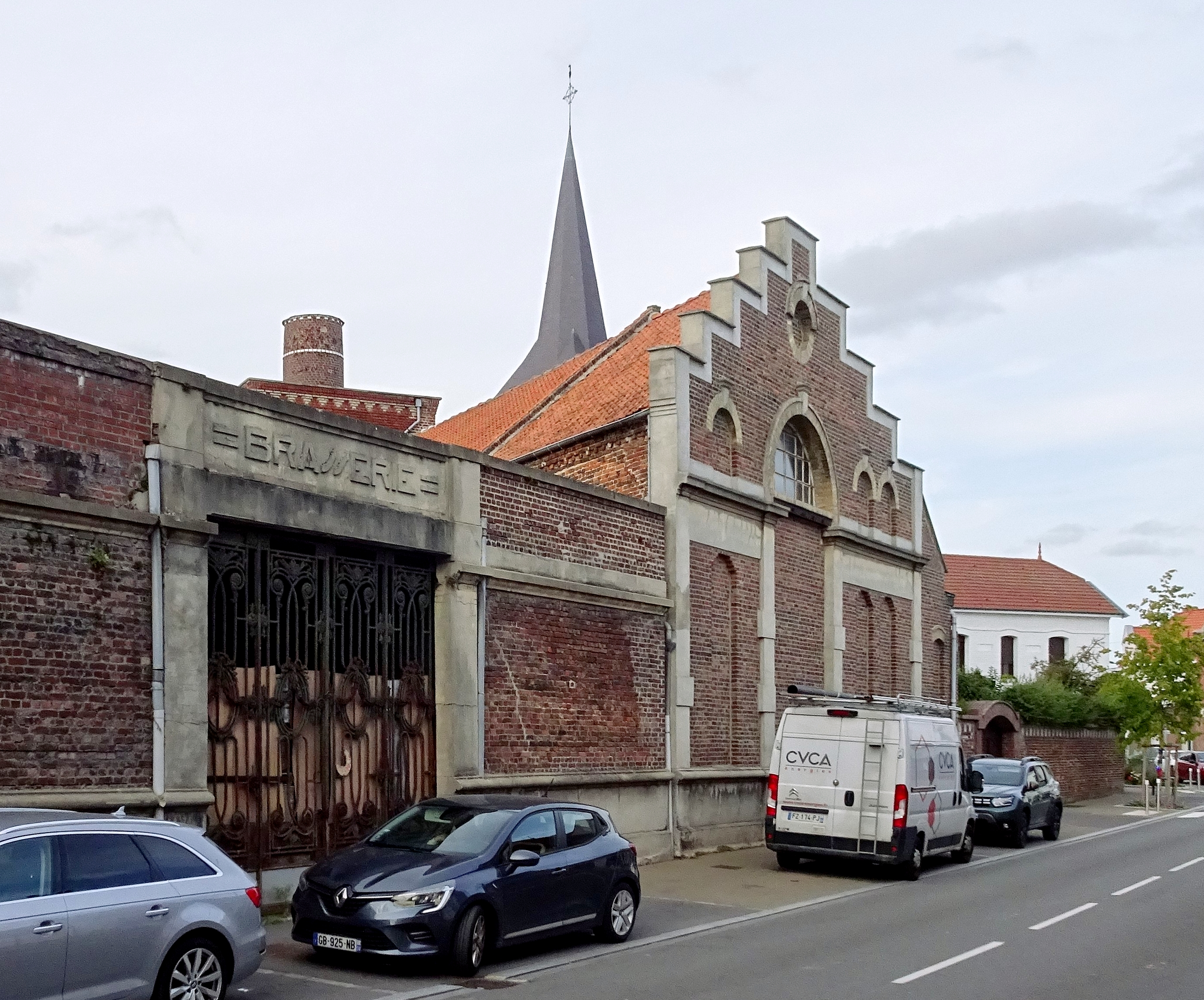
Ancienne brasserie-malterie Campion XIXe siècle
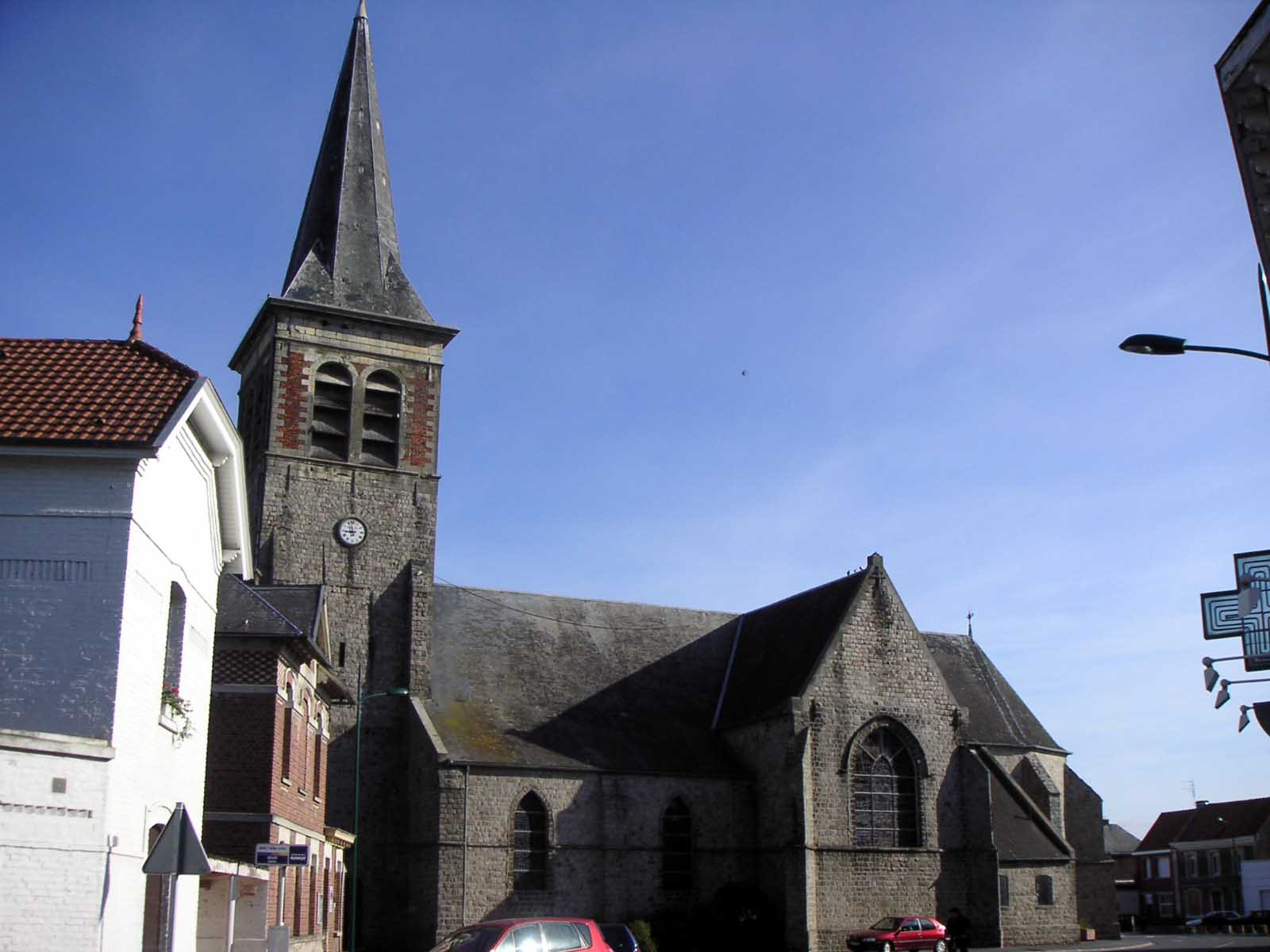
Église romane d'Arleux XIIe siècle
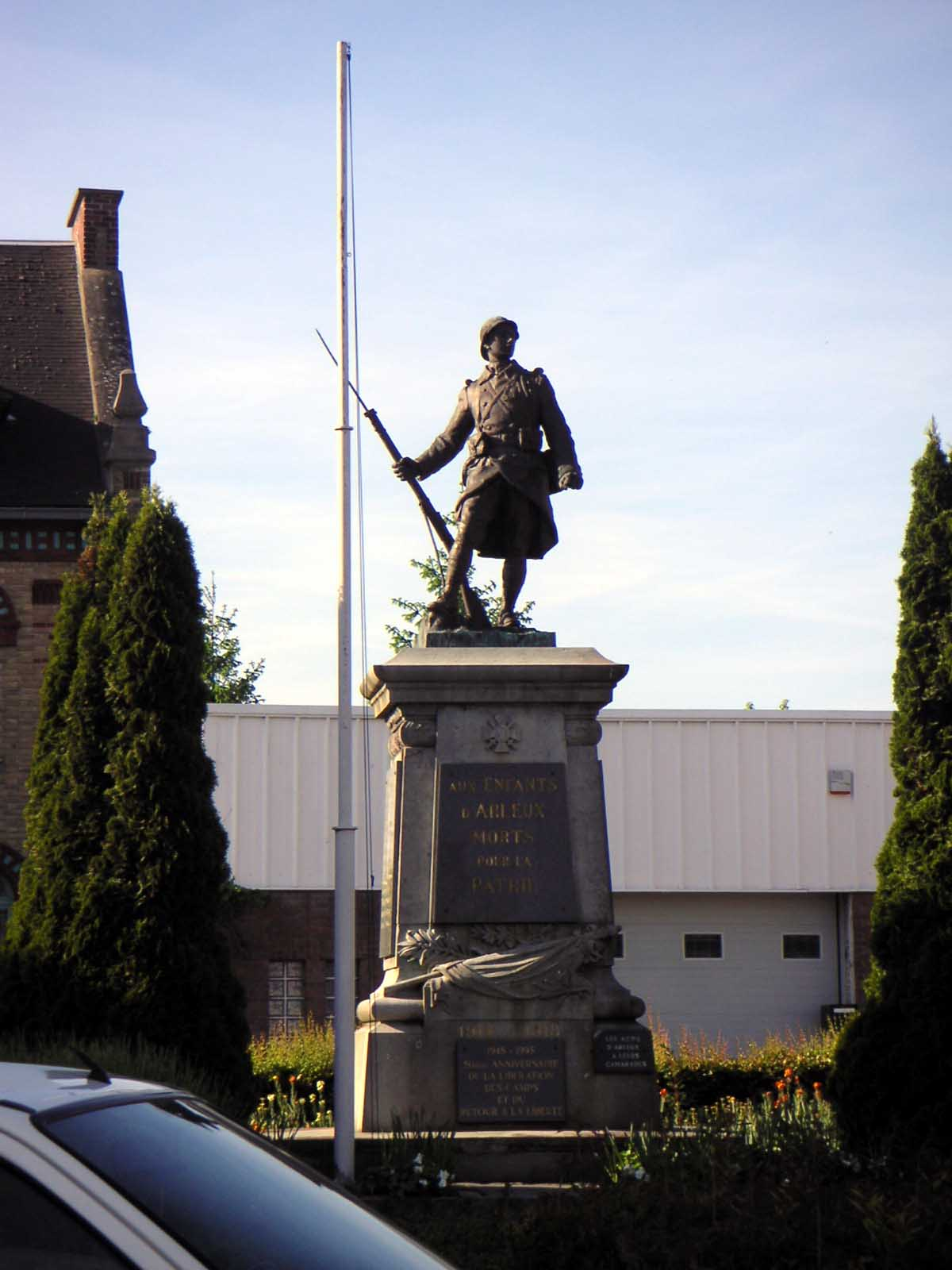
le monument aux morts du sculpteur Laoust
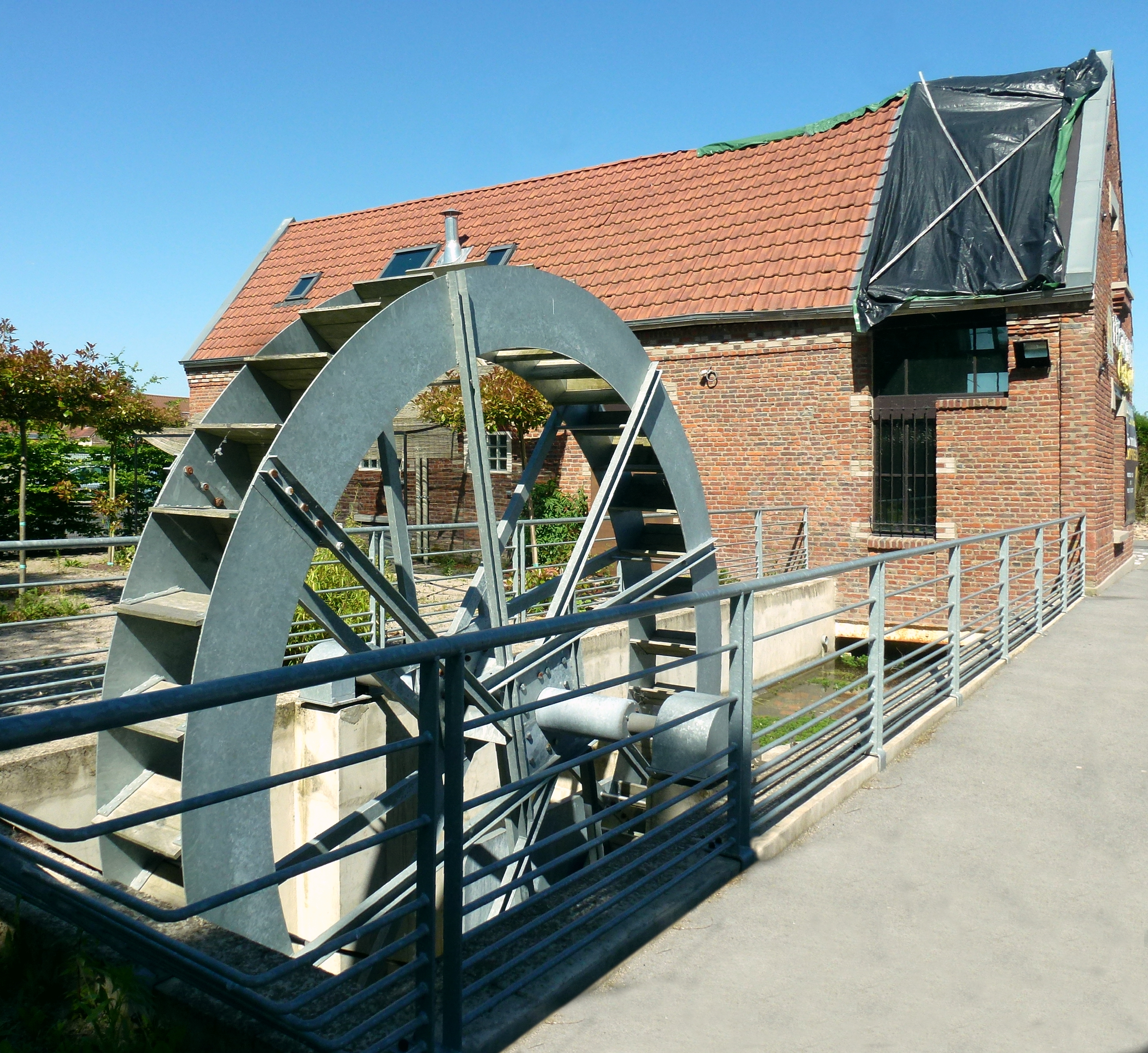
La roue du Moulin d'Arleux Nord

### Personnalités liées à la commune
Nées à Arleux
- Philippe-Antoine Merlin de Douai (1754-1838), homme politique français.
- André-Joseph-Ghislain Le Glay (1785-1863), historien et bibliographe, docteur en médecine.
- Constantin Pecqueur (1801-1887), économiste socialiste.
- Marcel Le Glay (1920-1992), historien français, spécialiste de la Rome antique, né à Arleux.

.
Liées à Arleux

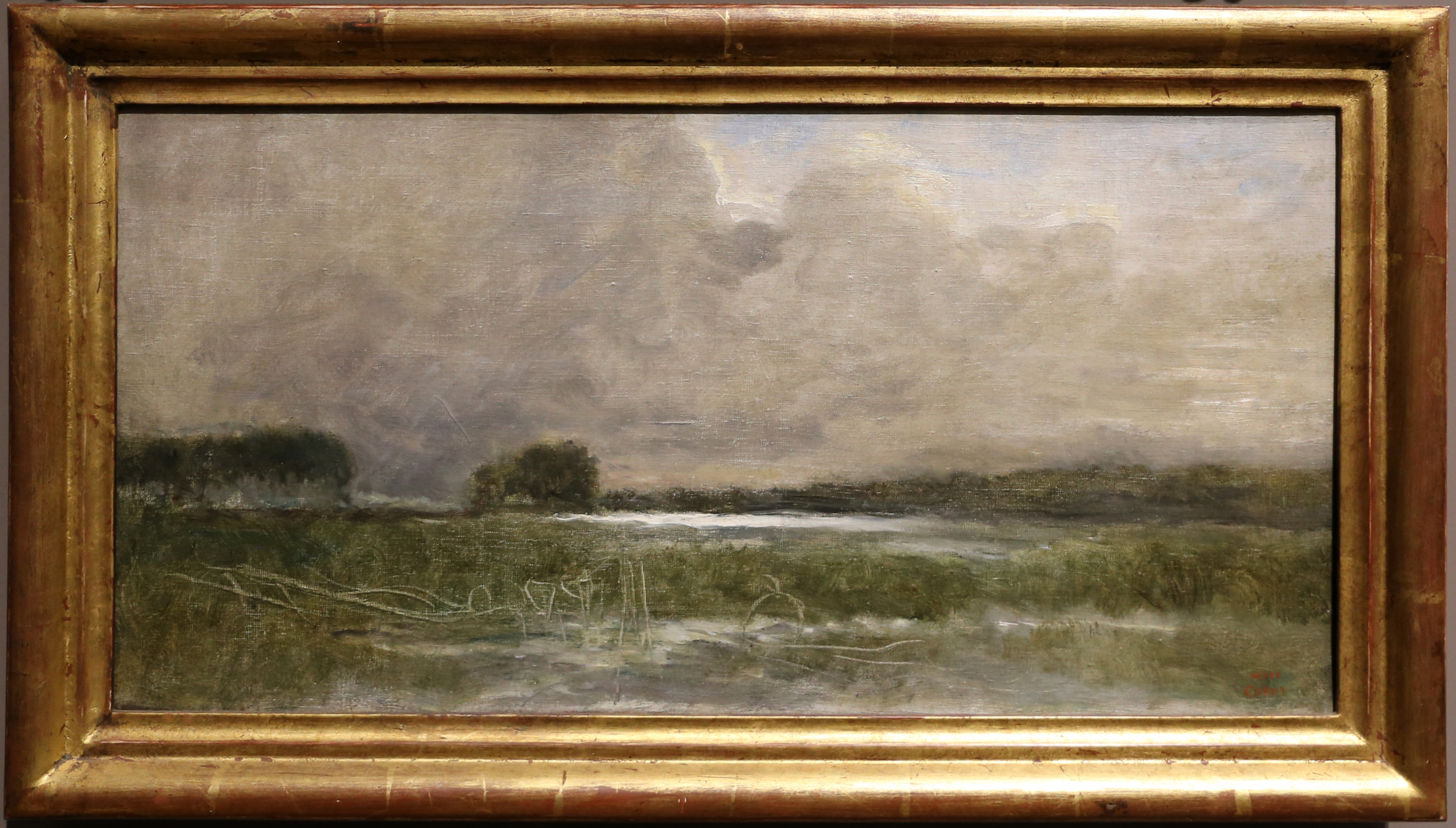
Corot : Le marais d'Arleux, 1871.

- Jean-Baptiste Camille Corot (1796-1875), peintre, y loue une ferme pendant l'été 1871 et peint les paysages des environs d'Arleux.
- Charles II de Navarre (1332-1387), roi de Navarre incarcéré au château d'Arleux en 1357.
- Deep Forest groupe formé à Arleux en 1991.

### Héraldique
|  | Les armes d'Arleux se blasonnent ainsi : « D'argent aux trois tours de gueules. » |

Ces armoiries sont différentes de celles du vicomte d'Arleux, de la maison de Berghes-Saint-Winoc, et qui portait. : D'or au lion de gueules armé et lampassé d'azur.

### Les géants
Les géants sont Grin Batiche, créé en 2003, qui représente les anciens producteurs d'ails déambulant dans la campagne, la hotte sur le dos, pour vendre leur production au cri de « À z'ails, à z'aulx ». Depuis ont été créés en 2005 Henriette la Porteuse d'Ail, puis Tiot Jean,.

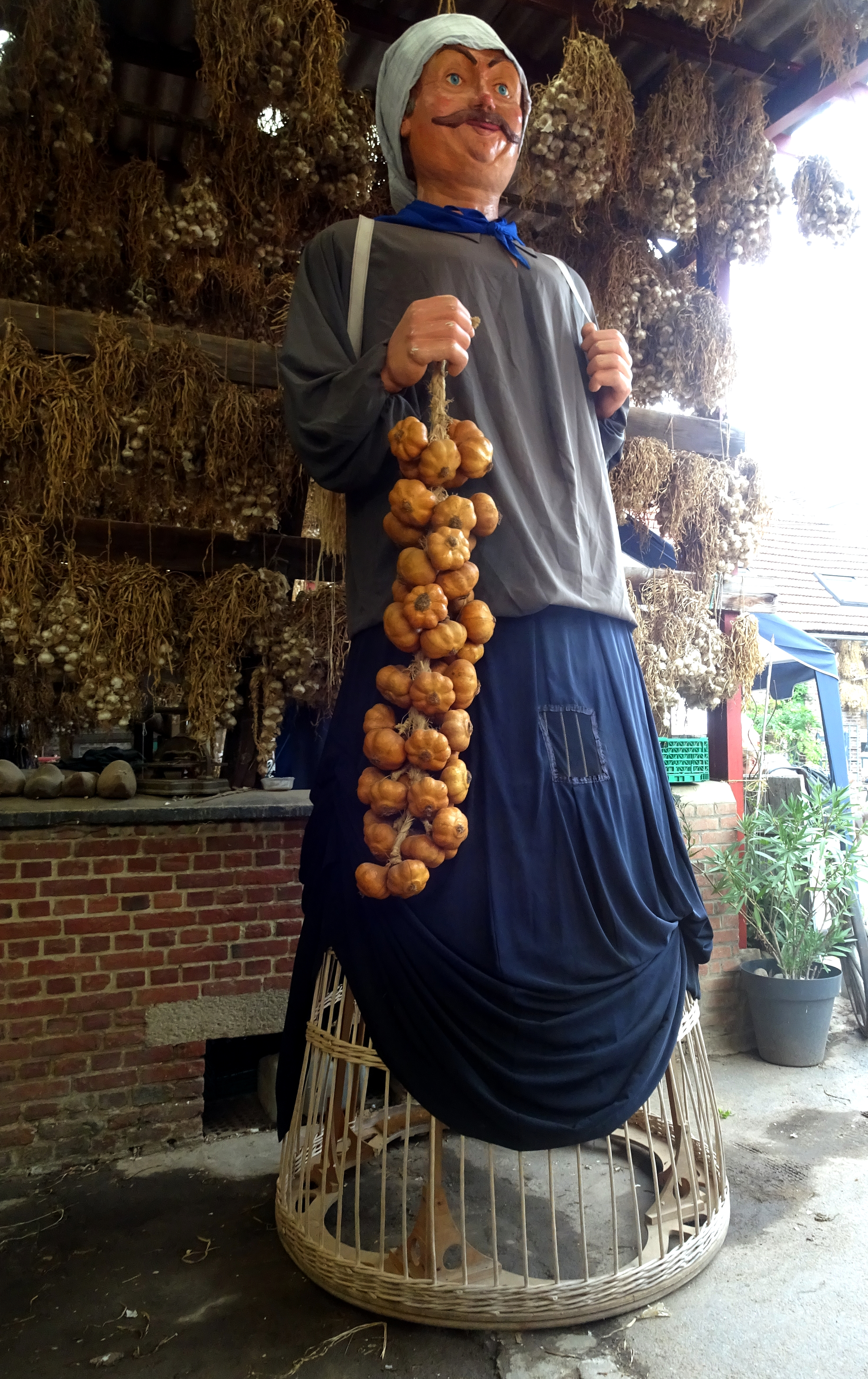
Une Grin' Batiche  le tresseur (2003).
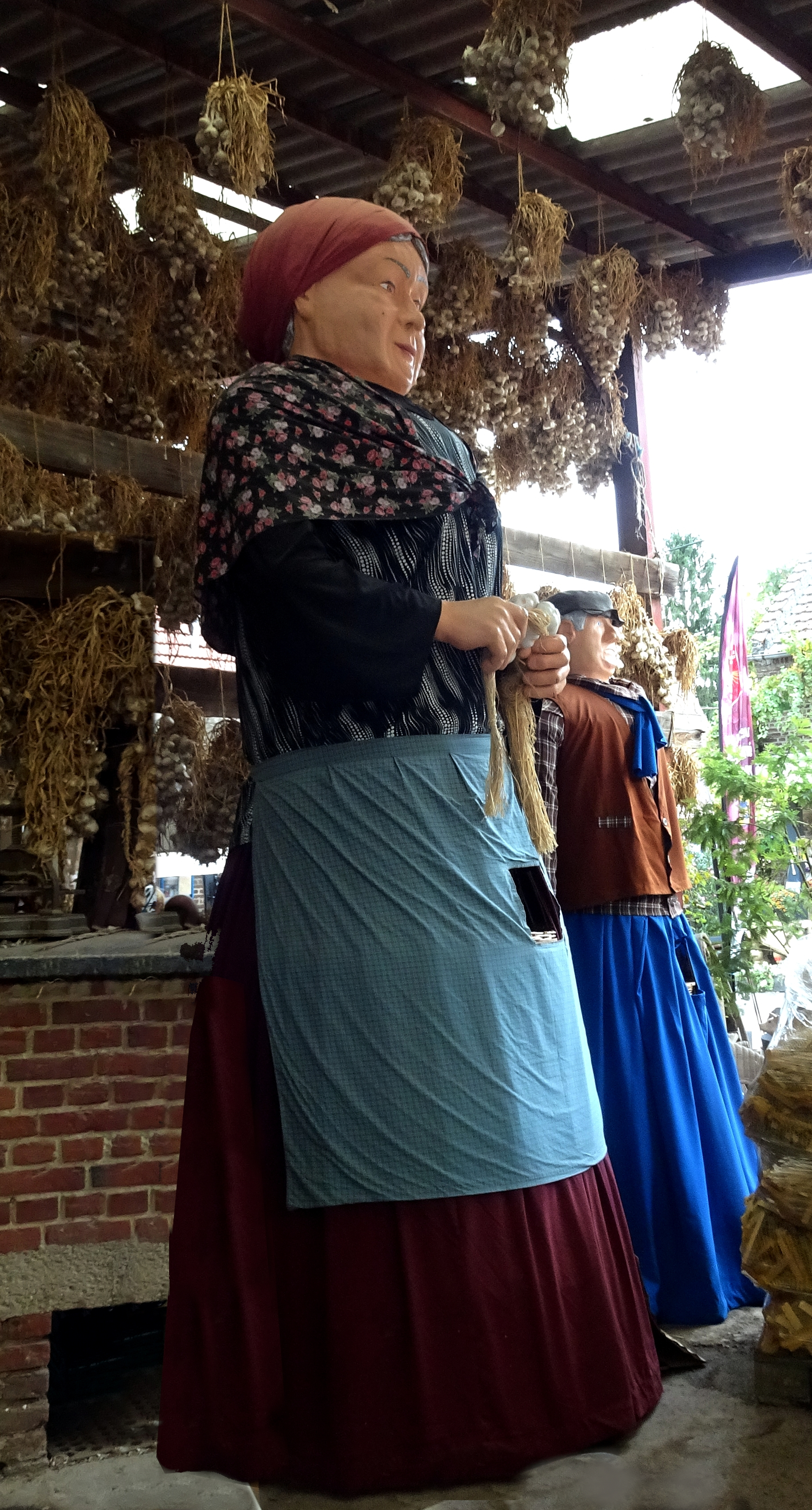
Henriette la Bonch'teuse (2005).

## Pour approfondir